# Sambas de Enredo 2014
Sambas de Enredo 2014 é um álbum com as músicas das escolas de samba do Grupo Especial do Rio de Janeiro para o carnaval de 2014. Foi lançado no dia 26 de novembro de 2013, pela Universal Music em parceria com a Editora Musical Escola de Samba. Foi o décimo quarto álbum mais vendido no Brasil em 2013. Pela sua vendagem, o CD foi certificado com discos de ouro e de platina pela Associação Brasileira dos Produtores de Discos. Pela primeira vez foi lançado um DVD com clipes dos sambas com as imagens da gravação do álbum. O DVD foi lançado no dia 6 de dezembro de 2013. Pela sua vendagem, o DVD foi certificado com disco de ouro.
O álbum foi gravado entre outubro e novembro de 2013, após as agremiações realizarem suas disputas de samba-enredo. Na primeira etapa da produção, foram gravadas ao vivo, na Cidade do Samba, a bateria das escolas e o coro com a participação das comunidades. Na segunda etapa, foram gravadas as bases musicais e as vozes dos intérpretes no estúdio Cia. dos Técnicos, em Copacabana, no Rio. O CD foi produzido por Laíla e Mário Jorge Bruno, com direção artística de Zacarias Siqueira de Oliveira, e arranjos musicais de Alceu Maia e Jorge Cardoso.
Campeã do carnaval de 2013, a Unidos de Vila Isabel estampa a capa do álbum e é a faixa de abertura do disco com um samba sobre os biomas do Brasil. Vice-campeã de 2013, a Beija-Flor recebeu críticas pelo seu samba, sobre a história da comunicação e em homenagem ao empresário Boni. A obra da Unidos da Tijuca homenageia o piloto Ayrton Senna, morto em 1994. A canção da Grande Rio tem como tema Maricá, tendo como fio condutor a cantora Maysa, moradora da cidade. A Portela apresenta um samba sobre a região central do Rio de Janeiro; enquanto a obra da Mangueira versa sobre as festas populares brasileiras. O samba da União da Ilha tem como tema os brinquedos e as brincadeiras da infância; enquanto a obra da São Clemente tem como tema as favelas brasileiras.
Pela primeira vez, Elymar Santos, Xande de Pilares e Dudu Nobre assinam sambas em suas escolas do coração. Torcedor da Imperatriz Leopoldinense, Elymar participou de sua primeira disputa na escola, sagrando-se vencedor. O cantor participou da gravação do samba, sobre o futebolista Zico. Após perder várias disputas no Salgueiro, Xande de Pilares conseguiu vencer a disputa da sua escola. O cantor e compositor, que também é intérprete da agremiação, assina o samba sobre a criação do Universo segundo a mitologia grega e iorubá. Dudu Nobre também venceu sua primeira disputa na Mocidade. O samba tem como tema Pernambuco e o carnavalesco pernambucano Fernando Pinto. Após vencer a disputa, Dudu foi convidado pela escola para gravar a faixa e cantar o samba no desfile. Campeão da Série A de 2013, o Império da Tijuca retornou ao Grupo Especial com um samba sobre o batuque.  Os sambas de Portela, Salgueiro e Mocidade foram os mais premiados do carnaval e os mais bem avaliados no Desfile das Escolas de Samba de 2014. No início de cada faixa do álbum foi utilizado um recurso inédito com a inserção de áudios dos carnavalescos explicando os enredos de suas escolas, mas a novidade foi duramente criticada pelos especialistas.

## Antecedentes

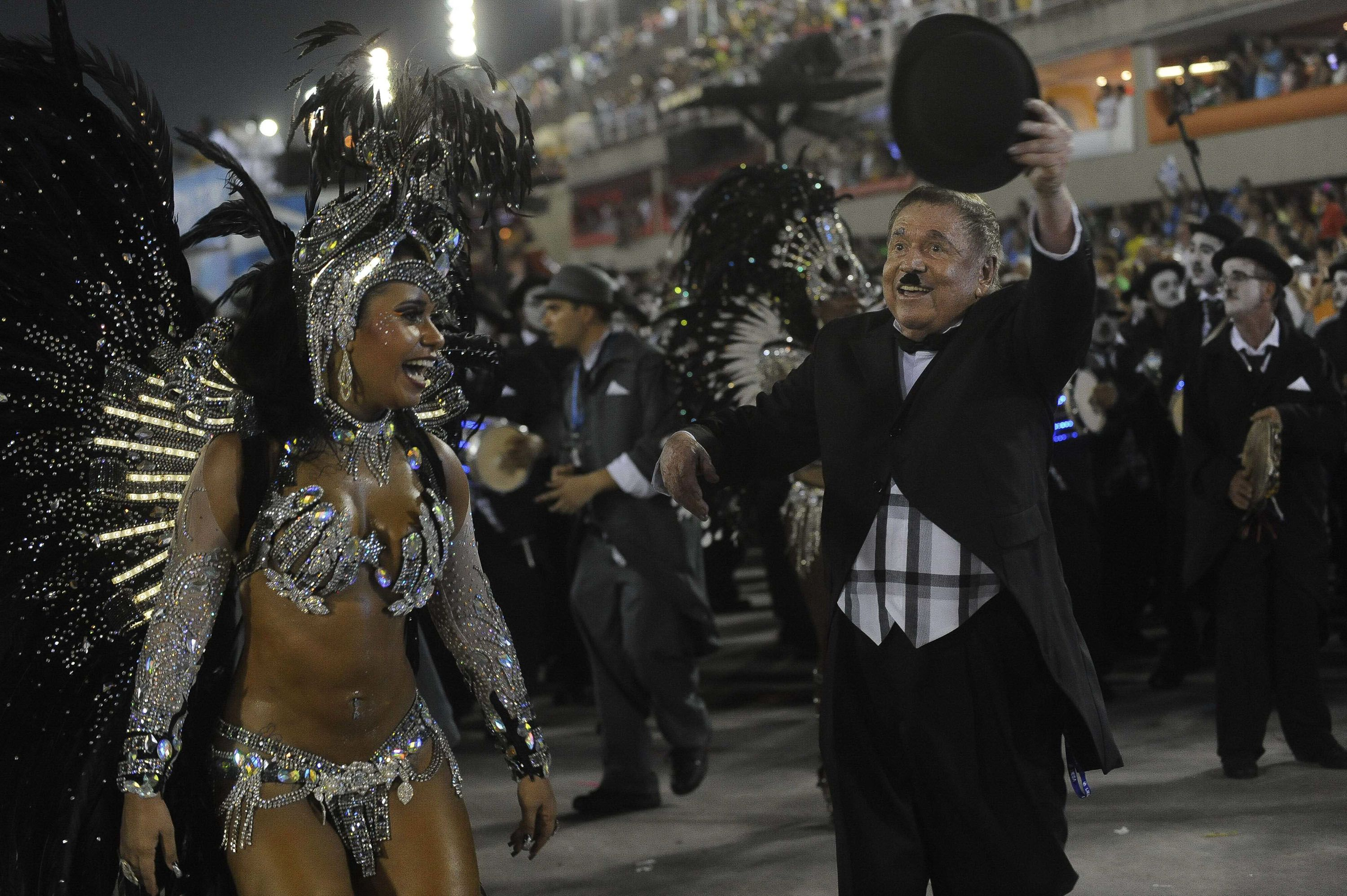
Boni no desfile de 2014 da Beija-Flor. Empresário foi homenageado pela agremiação.

Ainda na semana do carnaval de 2013, três escolas anunciaram seus enredos para o carnaval seguinte. A Beija-Flor escolheu homenagear o empresário e diretor de televisão Boni. O enredo "O Astro Iluminado da Comunicação Brasileira" foi desenvolvido pela comissão de carnaval da escola, formada por Laíla, Fran Sérgio, Ubiratan Silva, Victor Santos, André Cezari, Bianca Behrends e Adriane Lins. A Grande Rio anunciou um enredo sobre Maricá, município localizado no litoral do estado do Rio de Janeiro, que completou duzentos anos em 2014, tendo como fio condutor a cantora Maysa, moradora da cidade. A escola contratou o carnavalesco Fábio Ricardo, que estava na São Clemente. O enredo "Verdes Olhos de Maysa Sobre o Mar, no Caminho: Maricá" foi assinado por Fábio Ricardo, Leandro Vieira e Roberto Vilaronga. Durante a apuração do carnaval de 2013, o presidente da União da Ilha do Governador, Ney Filardi, anunciou o tema da escola para 2014, sobre brinquedos e brincadeiras infantis. O enredo "É Brinquedo, É Brincadeira. A Ilha Vai Levantar Poeira!" foi desenvolvido pelo carnavalesco Alex de Souza em seu quarto carnaval na escola.
Campeã de 2013, com patrocínio da BASF, a Unidos de Vila Isabel renovou o contrato com a empresa alemã e anunciou uma continuação do enredo de 2013 sobre agricultura. A escola contratou o carnavalesco Cid Carvalho, que estava na Mangueira. Com problemas financeiros, a escola perdeu diversos segmentos, como a carnavalesca Rosa Magalhães, e o intérprete Tinga, que foi para a Unidos da Tijuca. Para substituir Tinga, a Vila contratou o intérprete Gilsinho, que estava na Portela. No dia 12 de junho de 2013, a escola divulgou seu enredo, "Retratos de Um Brasil Plural", sobre os diferentes biomas do Brasil e as populações que habitam o entorno desses ecossistemas. O enredo foi assinado por Cid Carvalho, Erler Schall Junior, Alex Varela, Rita de Cássia e Julio Cerqueira. No dia 15 de março de 2013, a Imperatriz Leopoldinense anunciou seu enredo, em homenagem ao futebolista Zico, que completaria 61 anos no dia do desfile da escola. O desenvolvimento do enredo ficou a cargo do carnavalesco Cahê Rodrigues, em seu segundo ano na escola. Apesar de ser homenageado pela Imperatriz, Zico é torcedor declarado da Beija-Flor. O enredo foi lançado oficialmente no dia 3 de abril de 2013, no Centro de Futebol Zico do Rio, com a presença do homenageado. A escola também oficializou Wander Pires como seu único intérprete, dispensando Dominguinhos do Estácio, que estava na escola há quatro anos. Em 2013, os dois dividiram o microfone principal da agremiação.

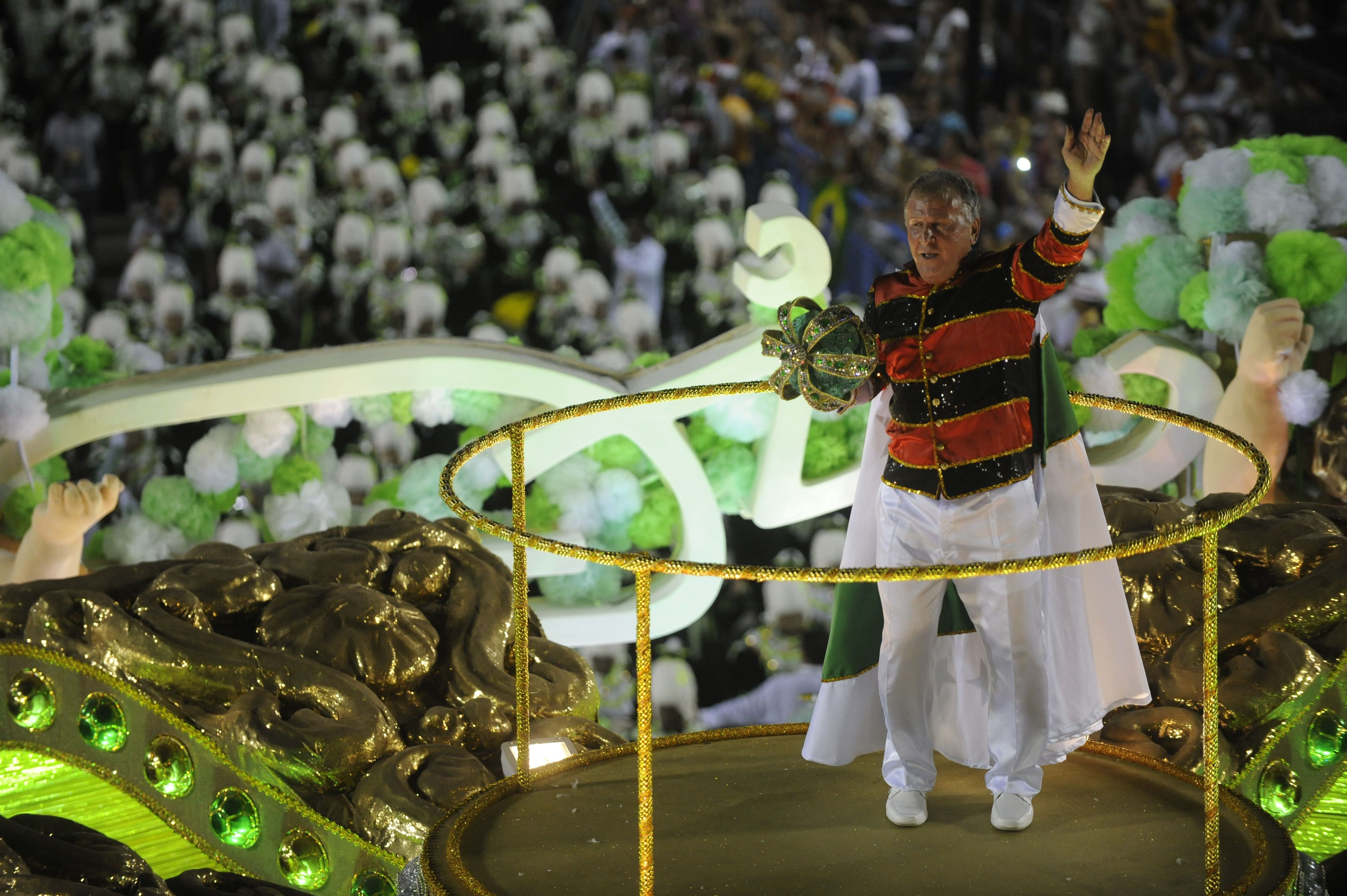
Zico no desfile de 2014 da Imperatriz. Futebolista foi o tema do enredo da escola.

"Foi sugerido na Liga que cada escola falasse de um país que estivesse na Copa. Alguns gostaram, outros não, e o projeto não foi a frente. Aí surgiu a oportunidade de falarmos do Zico e na hora aceitamos. Futebol e samba são coisas que se misturam no coração do brasileiro. Brasileiro gosta de um bom samba, de um bom futebol e de uma cervejinha gelada. Agora temos que ter a sorte de escolhermos um bom samba, pois vocês viram o que a Vila conseguiu com um bom samba nesse carnaval."
— Luiz Pacheco Drummond, presidente da Imperatriz, sobre a escolha do enredo.

No dia 25 de março de 2013, a São Clemente anunciou o seu tema, sobre as favelas brasileiras. Para desenvolver o enredo, a escola criou um núcleo criativo formado por Bruno Cesar, João Vitor, Max Lopes e Tiago Martins.
"Vamos mostrar a história desses locais e as pessoas que foram importante para o samba também, como Cartola na Mangueira. Não dá nem para imaginar o desfile das escolas de samba sem a favela. Não queremos entrar nesse lado das UPP's. A São Clemente não vai fazer um enredo chapa branca. Quero um resgate da nossa principal característica, a crítica social."
— Renato Almeida Gomes, presidente da São Clemente, sobre o enredo "Favela".

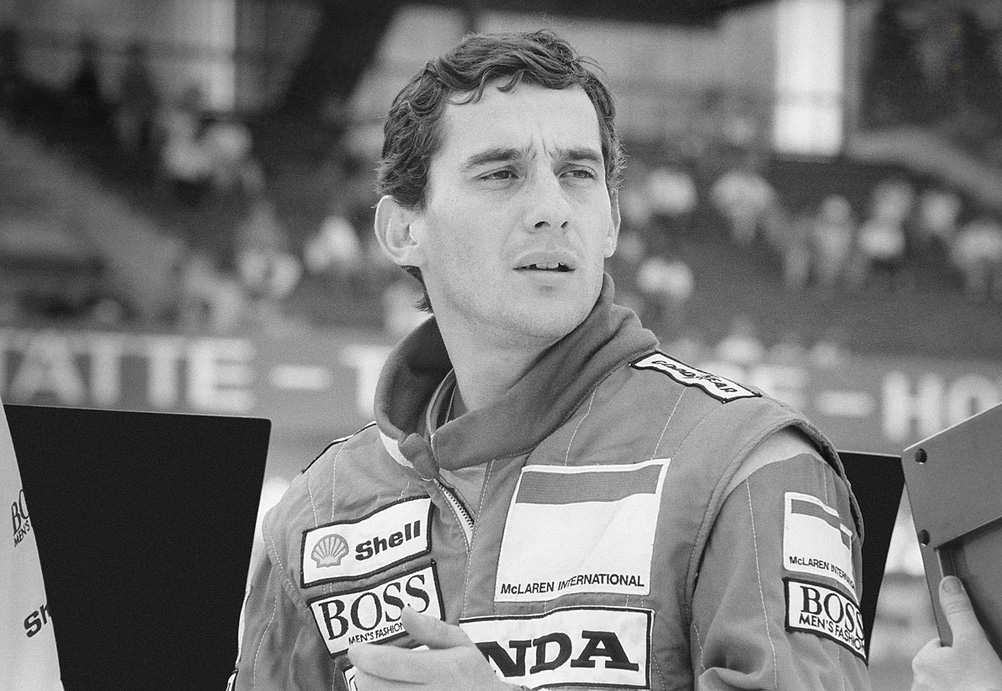
Ayrton Senna foi escolhido como enredo da Unidos da Tijuca.

O Império da Tijuca venceu a Série A (segunda divisão do carnaval) de 2013, sendo promovido ao Grupo Especial. Sua última passagem pela elite do carnaval havia sido em 1996. No dia 2 de abril de 2013 a agremiação anunciou seu enredo para 2014, sobre o batuque. O enredo "Batuk" foi assinado por Júnior Pernambucano, Diego Araújo e Rafael Moreira. O Salgueiro anunciou seu enredo no final de abril. "Gaia - A Vida em Nossas Mãos" foi assinado pelo casal de carnavalescos Renato Lage e Márcia Lage e abordou os mitos grego e iorubá sobre a criação do Universo e a importância da sustentabilidade ambiental. A Unidos da Tijuca anunciou seu enredo em homenagem à Ayrton Senna no dia 1 de maio de 2013, data em que se completou dezenove anos da morte do piloto brasileiro. O enredo "Acelera, Tijuca!" foi desenvolvido pelo carnavalesco Paulo Barros. O lançamento oficial ocorreu no dia 14 de maio, numa coletiva de imprensa no barracão da escola na Cidade do Samba. A escola contratou o intérprete Tinga, que no ano anterior foi campeão na Vila Isabel.
"Estive num evento onde conheci a Vivianne (Senna) e surgiu a ideia. Queremos fazer uma grande homenagem ao Ayrton. Todos têm uma admiração muito por grande por ele e por isso escolhemos esse tema. Tudo está sendo feito com autorização da família."
— Fernando Horta, presidente da Unidos da Tijuca, sobre a escolha do enredo.

A Mangueira elegeu Chiquinho da Mangueira como seu novo presidente no dia 28 de abril. No mesmo dia, ele confirmou a contratação da carnavalesca Rosa Magalhães, campeã do carnaval de 2013 com a Vila Isabel. No final de maio, a Mangueira anunciou seu enredo para 2014, sobre as festas brasileiras, assinado por Rosa e pelo professor Osvaldo Martins. Após quatro anos, a escola voltou a ter apenas um intérprete. Somente Luizito foi mantido no cargo. A Portela também teve eleições presidenciais. Serginho Procópio foi eleito o novo presidente da escola, tendo Marcos Falcon como vice. O anúncio do enredo para 2014 foi realizado no dia 1 de junho, durante a "Feijoada da Vitória", quando a escola também apresentou suas novas contratações: o carnavalesco Alexandre Louzada, que estava na Mocidade Independente de Padre Miguel, e o intérprete Wantuir, que estava na Inocentes de Belford Roxo. O enredo "Um Rio de Mar a Mar: Do Valongo à Glória de São Sebastião" foi assinado por Rogério Rodrigues e abordou as transformações sofridas pela região compreendida entre o Cais do Valongo e o bairro da Glória, no centro do Rio de Janeiro. A Mocidade foi a última escola a definir seu enredo para 2014. No dia 18 de junho de 2013, foi divulgado o enredo "Pernambucópolis", sobre o estado de Pernambuco e o carnavalesco pernambucano Fernando Pinto, morto em 1987. A escola contratou o carnavalesco Paulo Menezes, que estava na Portela. A Mocidade também trocou de intérprete, dispensando Luizinho Andanças e contratando Bruno Ribas, que estava na Unidos da Tijuca. A mudança foi anunciada três dias após a final da disputa de samba da agremiação, na véspera da gravação da faixa pro álbum.

## Escolha dos sambas
O Império da Tijuca foi a primeira escola a definir seu samba para o carnaval de 2014. A final da disputa foi realizada na madrugada do sábado, dia 28 de setembro de 2013, na quadra da escola, em Santo Cristo. O resultado foi anunciado às cinco horas e trinta minutos da manhã. A obra da parceria de Márcio André, Vaguinho, Rono Maia, Alexandre Alegria, Karine Santos e Marcão venceu outros três sambas concorrentes.

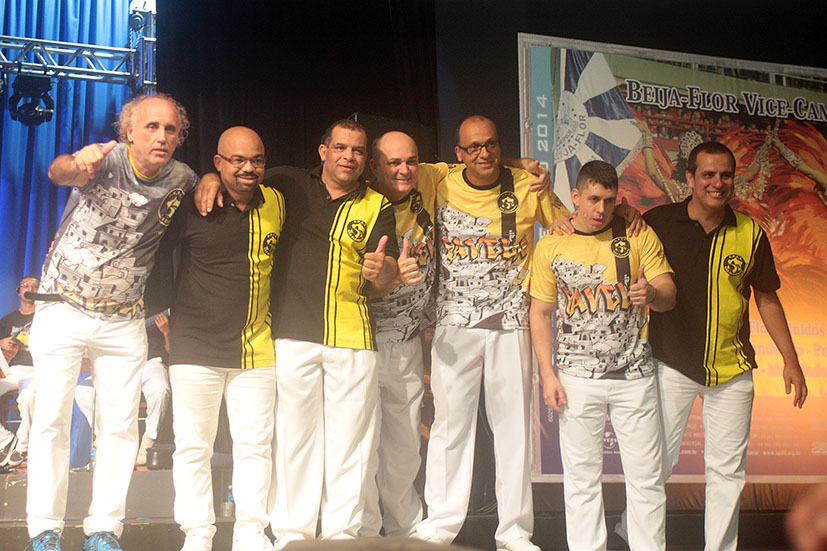
Compositores da São Clemente na festa de lançamento do álbum.

A São Clemente foi a segunda agremiação a escolher seu samba. A final da disputa da escola foi realizada na madrugada do sábado, dia 5 de outubro de 2013, na quadra da escola. O resultado foi anunciado às quatro horas e trinta minutos da manhã. Duas obras disputavam a final. O samba da parceria de Ricardo Góes, Serginho Machado, Grey, Anderson Benson, Naldo, FM e Flavinho Segal venceu a parceria concorrente formada por Leozinho Nunes, Mariana Xavier, Lilian Ramos, Gabriel Pexe, Danilo Garcia e Jorge Matias. Ricardo Góes assina um samba da São Clemente pela décima primeira vez, enquanto Serginho Machado venceu a quarta disputa na escola. A parceria gastou aproximadamente trinta mil reais até a final.

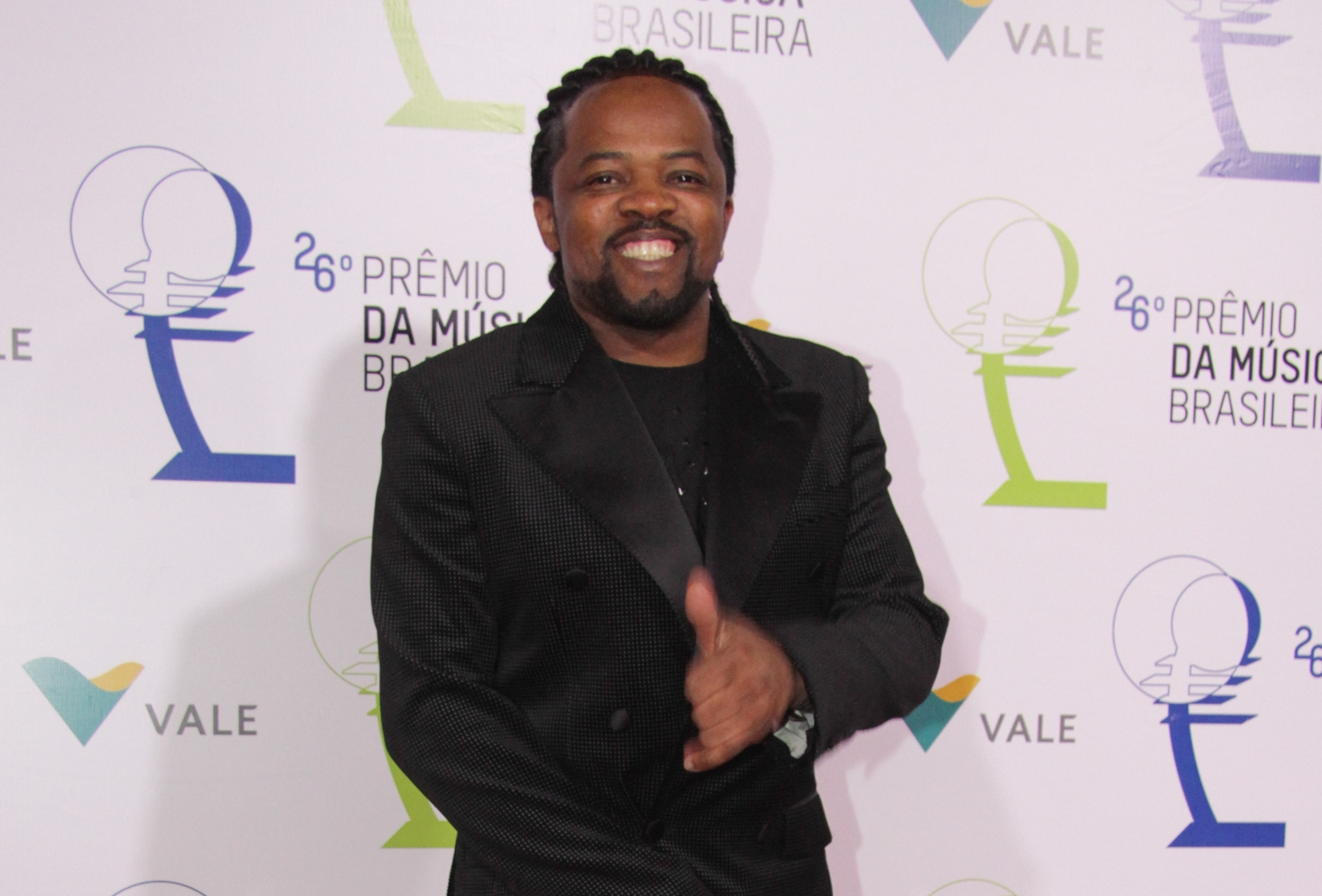
Xande de Pilares assina seu primeiro samba na sua escola do coração, o Salgueiro.

Terceira escola a definir seu samba, o Salgueiro realizou a final da sua disputa na madrugada do sábado, dia 12 de outubro de 2013, em sua quadra, no Andaraí. Dos 27 sambas inscritos no concurso, três obras chegaram à final. O resultado foi anunciado às quatro horas e quarenta minutos da manhã. Favorito desde o início da disputa, o samba da parceria de Xande de Pilares, Dudu Botelho, Jassa, Rodrigo Raposo, Miudinho e Betinho de Pilares foi escolhido por unanimidade pela diretoria da escola. Após cinco finais consecutivas, pela primeira vez, Xande venceu uma disputa de samba-enredo. Dudu Botelho assina seu quarto samba na escola. Para chegar à final, a parceria gastou aproximadamente 150 mil reais.
"Esse verso 'meu samba vai tocar seu coração' pegou na veia e foi o nosso diferencial. A letra é poética e a melodia é gostosa."
— Xande de Pilares, sobre o samba do Salgueiro.

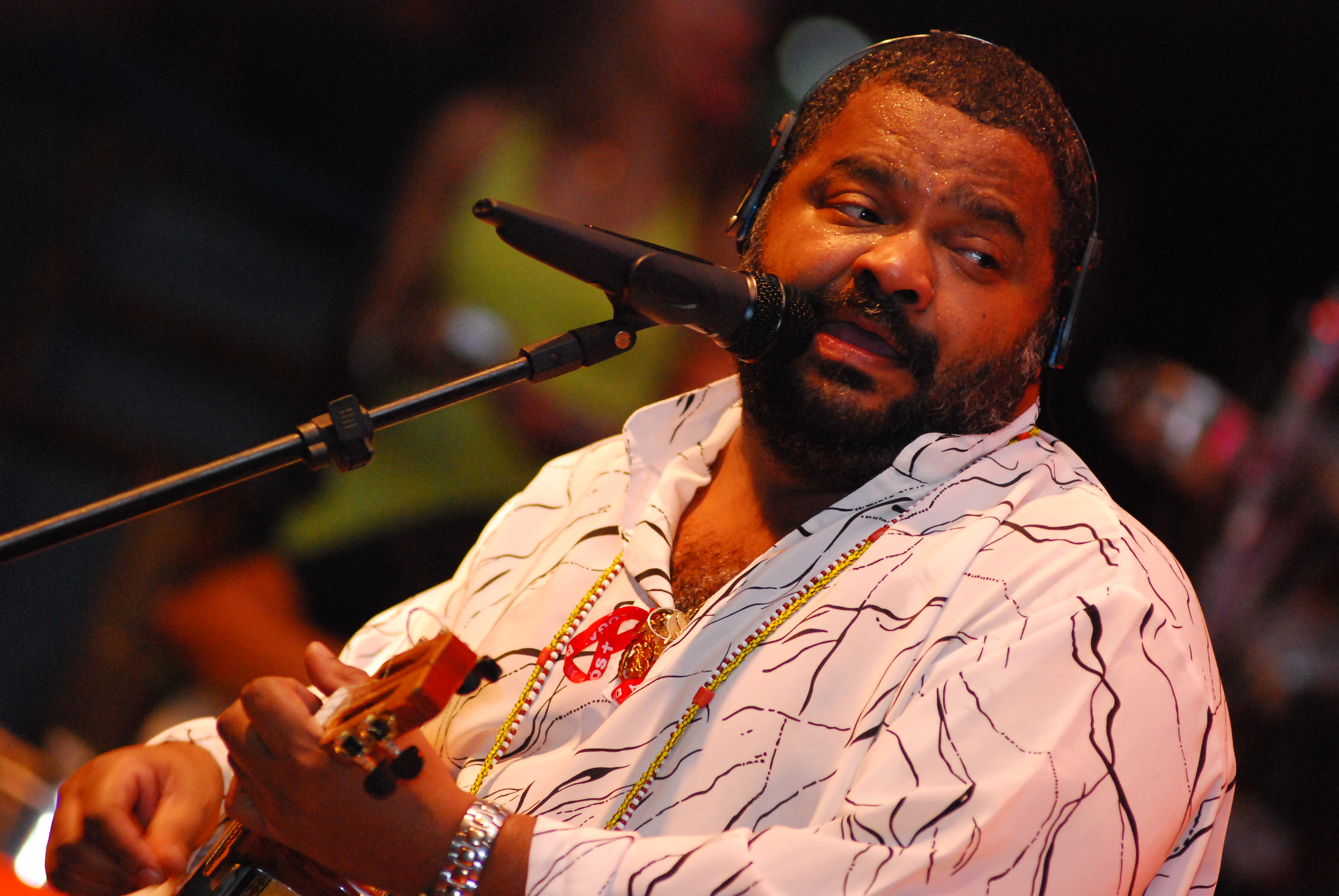
Arlindo Cruz assina seu terceiro samba na Unidos de Vila Isabel.

Duas escolas realizaram suas finais de disputa na madrugada do domingo, dia 13 de outubro de 2013. Na Vila Isabel, o resultado foi divulgado por volta das seis horas da manhã. O samba da parceria de Evandro Bocão, Arlindo Cruz, André Diniz, Professor Wladimir, Artur das Ferragens e Leonel venceu outras três obras. Foi a décima quinta vitória de André Diniz, que ficou a duas vitórias de igualar o recorde de Paulo Brazão, autor de dezessete sambas da Vila. Arlindo Cruz venceu pela terceira vez consecutiva na escola. Oito sambas se inscreveram no concurso, incluindo parcerias de Mart'nália e Tunico da Vila.

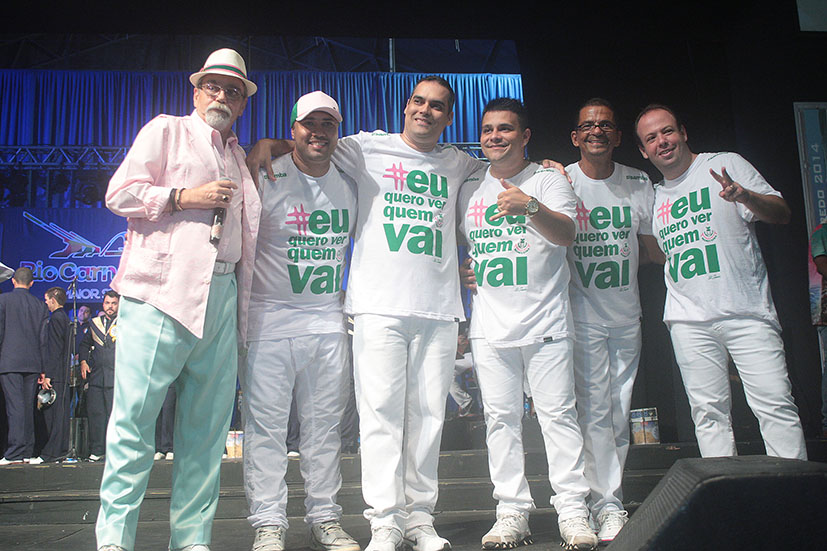
Luizito e os compositores do samba da Mangueira no lançamento do álbum.

Na mesma noite, a Mangueira escolheu seu samba para 2014. O resultado foi anunciado pelo presidente da escola, Chiquinho da Mangueira, por volta das quatro horas e trinta minutos da manhã. A obra dos compositores Lequinho, Junior Fionda, Paulinho de Carvalho, Flavinho Horta e Igor Leal venceu outros dois sambas concorrentes. Foi a oitava vitória de Lequinho na escola, a sétima de Fionda, e a quarta de Igor Leal. A parceria gastou aproximadamente sessenta mil reais para chegar até a final.

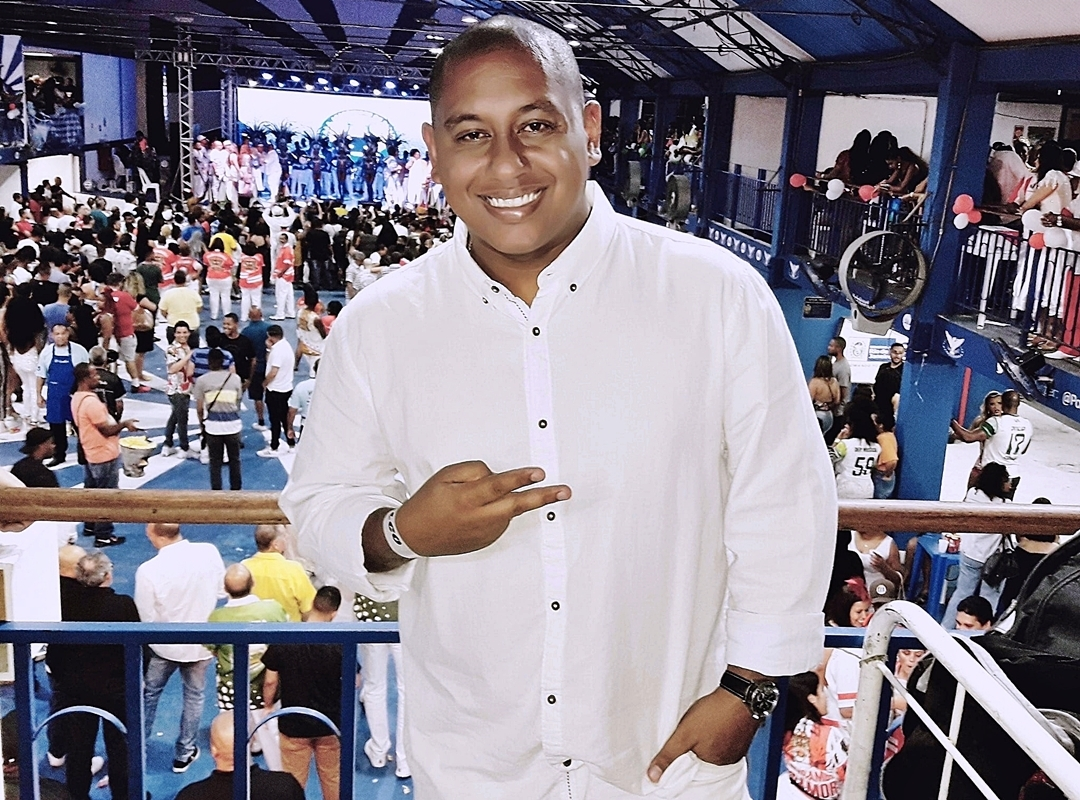
Samir Trindade é um dos compositores do samba da Beija-Flor.

A Beija-Flor realizou a final da sua disputa na madrugada da sexta-feira, dia 18 de outubro de 2013, em sua quadra, em Nilópolis. O resultado foi anunciado às quatro horas da manhã. Dos 33 sambas inscritos na disputa, três chegaram à final. Venceu o samba dos compositores Sidney de Pilares, Jr. Beija Flor, Junior Trindade, Zé Carlos, Adilson Brandão, Diogo Rosa, Carlinhos Careca e Samir Trindade. Samir assina seu quarto samba na escola, enquanto Jr. Beija-Flor, filho do intérprete da escola, Neguinho da Beija-Flor, assina pela terceira vez. Homenageado pelo enredo, Boni esteve presente no evento. Após a escolha, a diretoria da escola promoveu mudanças na letra da obra. O refrão principal, com o verso "a campeã voltou", foi cortado, e o trecho anterior foi repetido, virando refrão. No primeiro refrão, o trecho "um lado a comunicar, o outro já publicou" foi alterado para "um lado a comunicar, o outro comunicou". No falso refrão, o termo "lá laiá" foi trocado por "clareou". O samba foi muito criticado no período pré-carnaval, o que fez a escola, numa atitude inédita, divulgar uma nota oficial explicando o significado de cada verso da obra.
"A escolha foi quase unânime. A escola abraçou o samba desde o início e a vitória foi muito justa. Na Beija-Flor, quem decide é a comunidade e mais uma vez foi assim. Fico feliz de poder defender um samba que tem meu filho na parceria e fala sobre o Boni, que é um grande amigo meu."
— Neguinho da Beija-Flor, sobre o samba da escola para 2014.

A final da disputa da Portela foi realizada na madrugada do sábado, dia 19 de outubro de 2013, na quadra da escola, em Madureira. O resultado foi anunciado por volta das seis horas da manhã. O samba dos compositores Luiz Carlos Máximo, Toninho Nascimento, Waguinho, Edson Alves, e J. Amaral venceu outras duas parcerias concorrentes: uma liderada por Noca da Portela e outra por Celso Lopes. Pela quinta vez, Máximo assina um samba oficial na escola, enquanto Toninho assina sua terceira obra na agremiação. Os dois vencem as disputas da escola desde o aclamado samba de 2012, conhecido como "Madureira Sobe o Pelô".

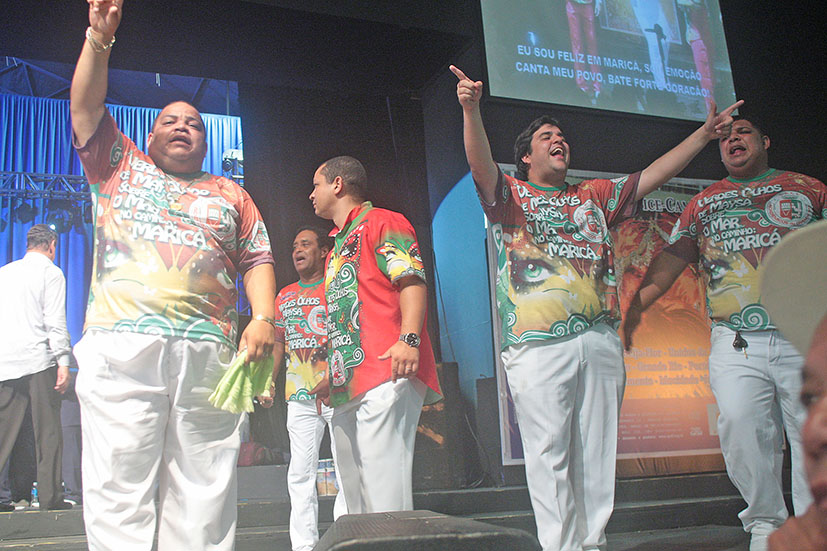
Compositores da Grande Rio na festa de lançamento do álbum.

Três escolas realizaram suas finais de disputa na madrugada do domingo, dia 20 de outubro de 2013. Na Grande Rio, o samba dos compositores Deré, Robson Moratelli, Rafael Ribeiro, Hugo e Toni Vietnã venceu outras quatro parcerias. Dentre os compositores derrotadas estavam Foca, Licinho Júnior, Claudinho Guimarães, Márcio das Camisas, Paulo Onça e uma parceria formada por Jorge Aragão, Péricles e Arlindo Neto. Na mesma noite, a União da Ilha escolheu seu samba. Das 24 parcerias inscritas na disputa da escola, três chegaram à final. Venceu a obra dos compositores Paulinho Poeta, Régis, Gabriel Fraga, Carlinhos Fuzil, Canindé e Flávio Pires.

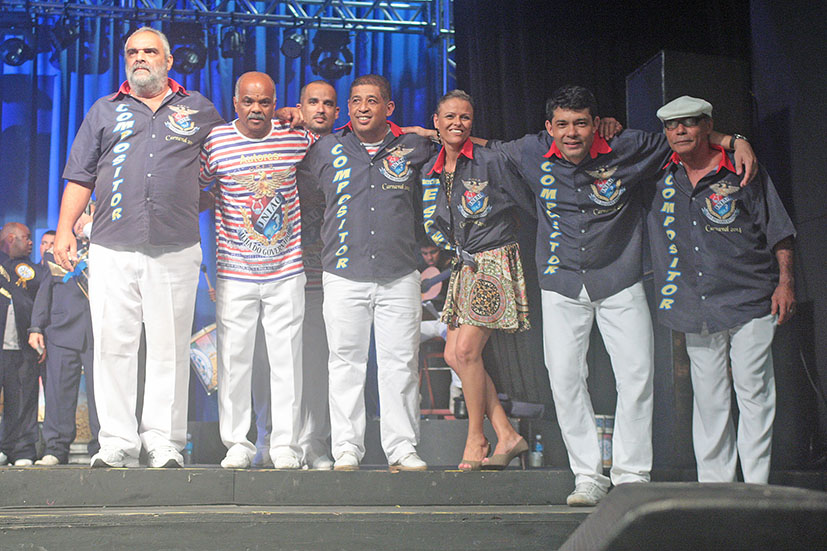
Compositores da União da Ilha na festa de lançamento do álbum.

A Unidos da Tijuca também escolheu seu samba na madrugada do domingo. O resultado foi divulgado por volta das seis horas da manhã. A obra dos compositores Caio Alves, Fadico, Gustavinho Oliveira e Tinguinha venceu outros três sambas concorrentes. Caio Alves é filho da porta-bandeira da escola, Rute Alves; Tinguinha é filho do intérprete da escola, Tinga. Após a escolha, a diretoria da escola promoveu mudanças na letra da obra. O verso "a internet avançando a cada dia" foi alterado para "a internet ultrapassou a energia". No refrão principal, o trecho "Nos guia a estrela que brilha no céu / Ayrton Senna do Borel" foi alterado para "Guiando o futuro que um sonho construiu / Ayrton Senna do Brasil".

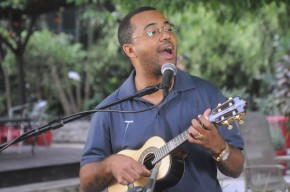
Torcedor da Mocidade, Dudu Nobre assina o samba da escola.

Mocidade e Imperatriz Leopoldinense foram as últimas escolas a definirem seus sambas. A final da disputa da Mocidade foi realizada na madrugada da segunda-feira, dia 21 de outubro de 2013. A semifinal foi realizada na noite anterior. Três sambas foram classificados para a final. O resultado foi divulgado pouco depois das quatro horas da manhã da segunda-feira. A obra dos compositores Dudu Nobre, Jefinho Rodrigues, Marquinho Índio, Jorginho Medeiros, Gabriel Teixeira e Diego Nicolau venceu por unanimidade. Torcedor da Mocidade, Dudu Nobre assina seu primeiro samba na escola. Após a disputa, Dudu foi convidado para gravar o samba no álbum e cantar no desfile.

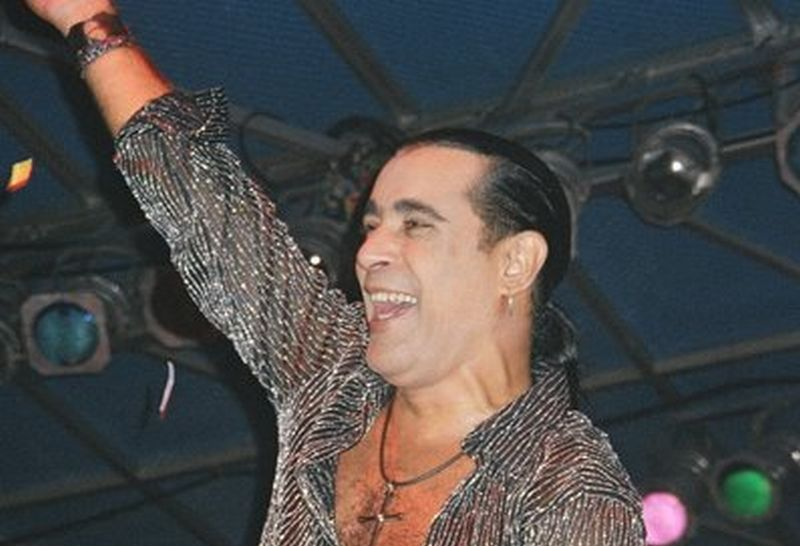
Elymar Santos assina o samba da sua escola do coração, a Imperatriz.

Na mesma noite, a Imperatriz escolheu seu samba. O resultado foi divulgado pelo diretor de carnaval da escola, Wagner Tavares Araújo, às duas horas da madrugada. A obra dos compositores Elymar Santos, Guga, Tião Pinheiro, Gil Branco e Me Leva venceu outros três sambas concorrentes. Dentre os compositores derrotadas estavam Zé Katimba, Preto Jóia, Marquinho Lessa, Adriano Ganso, entre outros. Torcedor e componente da escola há mais de 25 anos, Elymar Santos assina um samba da Imperatriz pela primeira vez. Maior vencedor de disputas da escola, Guga assina um samba da Imperatriz pela décima sexta vez. Tião assina seu quinto samba na escola.
"Eram sambas muitos bons, mas tenho que admitir que toda vez que ouço esse com o Elymar (compositor) e o Ito (intérprete) eu fico arrepiado. Muito fiel ao que está na sinopse, lembrando momentos importantes da minha vida e feito com muito carinho, consigo sentir isso."
— Zico, sobre o samba escolhido em sua homenagem.

## Gravação e lançamento

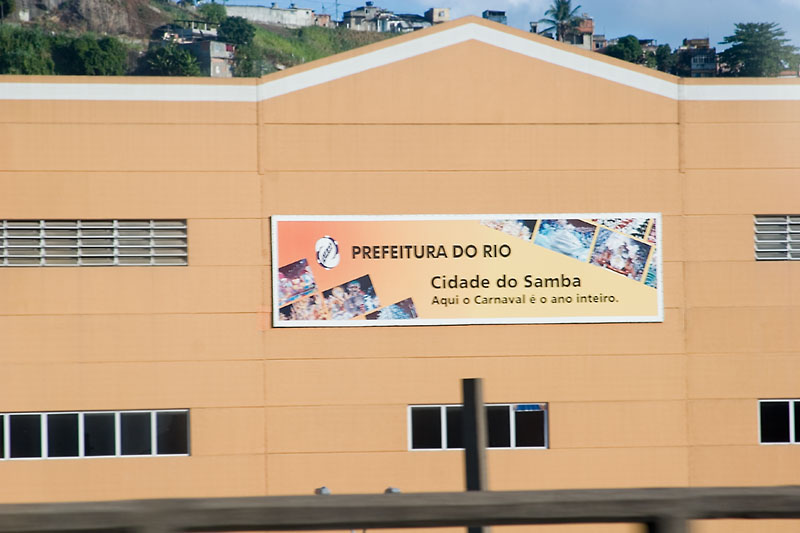
Cidade do Samba, onde foi gravada a parte ao vivo do álbum.

O álbum foi produzido por Laíla e Mário Jorge Bruno, com direção artística de Zacarias Siqueira de Oliveira, e arranjos musicais de Alceu Maia e Jorge Cardoso. Na primeira etapa, realizada entre os dias 18 e 24 de outubro de 2013, cada escola levou determinada quantidade de componentes para a gravação do coro do samba e ritmistas para gravarem a base da bateria, ao vivo, num estúdio montado na Cidade do Samba. Grande Rio e Salgueiro levaram cerca de mil sambistas para gravarem suas obras. No geral, as gravações envolveram mais de oito mil pessoas, entre intérpretes, casais de mestre-sala e porta-bandeira, velha guarda, baianas, passistas, baterias, destaques de luxo e a comunidade das escolas. Na segunda etapa, foram gravadas, na Cia. dos Técnicos Studio, em Copacabana, as bases instrumentais e as vozes dos intérpretes.
Pela primeira vez foi lançado também um DVD com as imagens das gravações dos sambas. Filmado em HD, com imagens de sete câmeras, o DVD tem uma hora 27 minutos de duração. Nos extras, carnavalescos dão pequenas explicações sobre os enredos. O álbum chegou às lojas no dia 26 de novembro de 2013; enquanto o DVD foi vendido a partir de 6 de dezembro do mesmo ano.
"O CD ficou muito bom e o DVD também. Acho que será uma surpresa para muita gente e tem tudo para deixa todos os sambistas emocionados. O nível dos sambas está superior ao do ano passado e acho que algumas obras vão se destacar muito. Muita gente não tem noção de como os sambas são gravados. Antes fazíamos esse DVD só para a LIESA, para guardar no nosso centro de memória. A ideia de comercializar é para que o público possa conhecer melhor o trabalho de sua escola do coração"
— Zacarias Siqueira, produtor dos álbuns de sambas de enredo há 42 anos.

A Liga Independente das Escolas de Samba (LIESA) promoveu uma festa de lançamento do álbum para a imprensa, representantes das doze agremiações e outros convidados, na noite da segunda-feira, dia 2 de dezembro de 2013 (Dia Nacional do Samba), na Cidade do Samba. Na ocasião, o público presente pode assistir o DVD em primeira mão. O presidente da LIESA, Jorge Castanheira, entregou placas comemorativas a três homenageados: Tia Surica, da Velha Guarda da Portela; Teteu José, produtor da TV Globo; e ao cantor e presidente de honra da Mangueira, Nelson Sargento.

## Designvisual
CD

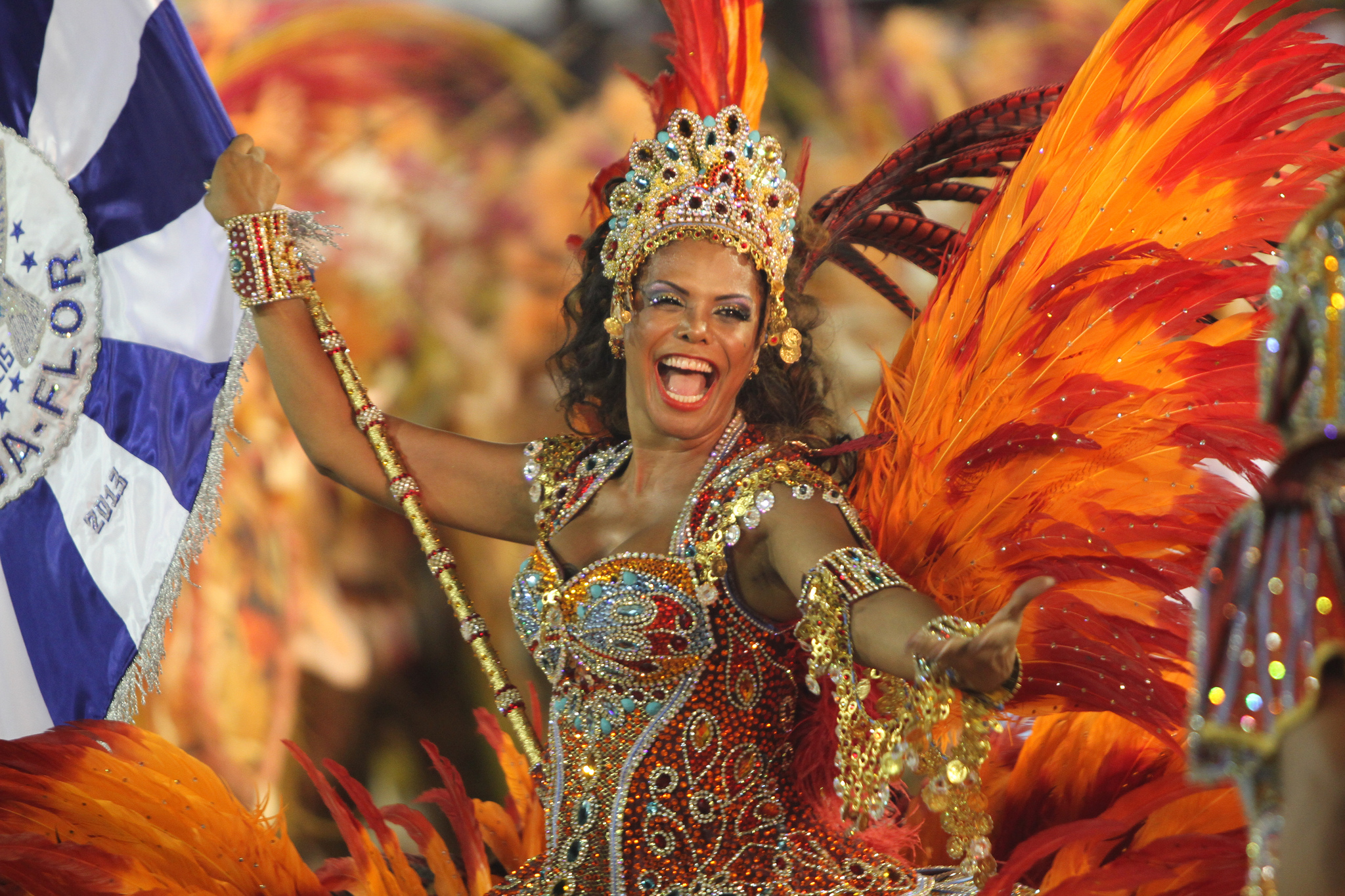
Selminha Sorriso e Claudinho no desfile de 2013. Dupla estampa a contracapa do álbum.

Tradicionalmente, a capa do álbum e seu design visual remetem à escola campeã do carnaval anterior, enquanto a contracapa remete à vice-campeã. Na capa de Sambas de Enredo 2014 é utilizada uma imagem do fotógrafo Diego Mendes com a visão frontal da quarta alegoria do desfile de 2013 da Vila Isabel, intitulada "Girassóis", sobre o cultivo da planta. Além do título do álbum, a capa contém a inscrição "Vila Isabel Campeã", nas cores da escola, azul e branco. Fabio Oliveira é o responsável pela arte da capa.
A contracapa do álbum monstra uma imagem do fotógrafo Henrique Matos, com o casal de mestre-sala e porta-bandeira da Beija-Flor, Claudinho e Selminha Sorriso, no desfile de 2013. Os dois vestem a fantasia "A Lenda do Dragão e a Princesa". A imagem contém a inscrição "Beija-Flor vice-campeã" e o nome das escolas que compõem o álbum, com letras nas cores da escola, azul e branco.
DVD
A capa do DVD é estampada por um desenho estilizado de uma porta-bandeira com cores em degradê. O visual não remete à uma escola específica. A contracapa tem imagens dos casais de mestre-sala e porta-bandeira das doze agremiações no dia das gravações do álbum.

## Faixas
Tradicionalmente, a lista de faixas segue a ordem de classificação do carnaval anterior. A primeira faixa é da campeã de 2013, Unidos de Vila Isabel; a segunda é da vice-campeã, Beija-Flor; e assim por diante. A última faixa é da escola que ascendeu do grupo de acesso, o Império da Tijuca, campeão da Série A de 2013 e promovida ao Grupo Especial de 2014.
| N.º            | Título                                                                                    | Compositor(es) | Intérpretes e participações                                         | Duração |  |
| 1.             | "Retratos de Um Brasil Plural" (Unidos de Vila Isabel)                                    | Arlindo Cruz, Evandro Bocão, André Diniz, Professor Wladimir, Artur das Ferragens, Leonel                                    | Gilsinho                                                            | 6:36    |  |
| 2.             | "O Astro Iluminado da Comunicação Brasileira" (Beija-Flor)                                | Jr. Beija-Flor, Sidney de Pilares, Junior Trindade, Adilson Brandão, Zé Carlos, Diogo Rosa, Carlinhos Careca, Samir Trindade | Neguinho da Beija-Flor                                              | 6:42    |  |
| 3.             | "Acelera, Tijuca!" (Unidos da Tijuca)                                                     | Caio Alves, Fadico, Gustavinho Oliveira, Tinguinha                                                                           | Tinga                                                               | 5:58    |  |
| 4.             | "Arthur X - O Reino do Galinho de Ouro na Corte da Imperatriz" (Imperatriz Leopoldinense) | Elymar Santos, Guga, Tião Pinheiro, Gil Branco, Me Leva (Part.: Elymar Santos)                                               | Wander Pires                                                        | 6:37    |  |
| 5.             | "Gaia - A Vida em Nossas Mãos" (Acadêmicos do Salgueiro)                                  | Xande de Pilares, Dudu Botelho, Miudinho, Betinho de Pilares, Rodrigo Raposo, Jassa                                          | Quinho, Serginho do Porto, Leonardo Bessa (Part.: Xande de Pilares) | 5:22    |  |
| 6.             | "Verdes Olhos de Maysa Sobre o Mar, no Caminho: Maricá" (Acadêmicos do Grande Rio)        | Deré, Robson Moratelli, Rafael Ribeiro, Hugo da Grande Rio, Toni Vietnã                                                      | Emerson Dias                                                        | 5:36    |  |
| 7.             | "Um Rio de Mar a Mar: Do Valongo à Glória de São Sebastião" (Portela)                     | Toninho Nascimento, Luiz Carlos Máximo, Waguinho, Edson Alves, J. Amaral                                                     | Wantuir                                                             | 5:27    |  |
| 8.             | "A Festança Brasileira Cai no Samba da Mangueira" (Estação Primeira de Mangueira)         | Lequinho, Junior Fionda, Paulinho Carvalho, Flavinho Horta, Igor Leal                                                        | Luizito                                                             | 6:25    |  |
| 9.             | "É Brinquedo, É Brincadeira, a Ilha Vai Levantar Poeira" (União da Ilha do Governador)    | Paulinho Poeta, Régis, Gabriel Fraga, Carlinhos Fuzil, Canindé, Flávio Pires                                                 | Ito Melodia                                                         | 6:02    |  |
| 10.            | "Favela" (São Clemente)                                                                   | Ricardo Góes, Serginho Machado, Naldo, Grey, Anderson Benson, FM, Flavinho Segal                                             | Igor Sorriso                                                        | 5:57    |  |
| 11.            | "Pernambucópolis" (Mocidade Independente de Padre Miguel)                                 | Dudu Nobre, Jefinho Rodrigues, Marquinho Índio, Jorginho Medeiros, Gabriel Teixeira, Diego Nicolau                           | Bruno Ribas (Part.: Dudu Nobre)                                     | 6:35    |  |
| 12.            | "Batuk" (Império da Tijuca)                                                               | Márcio André, Vaguinho, Marcão Meu Rei, Alexandre Alegria, Rono Maia, Karine Santos                                          | Pixulé                                                              | 5:49    |  |
| Duração total: | Duração total:                                                                            | Duração total: | Duração total:                                                      | 1:13:10 |  |

## Conteúdo musical
Cada faixa do álbum inicia com um áudio, do carnavalesco da escola, resumindo o enredo de sua agremiação. O recurso é inédito num álbum de sambas de enredo. A novidade não foi bem avaliada pela critica especializada. Fábio Fabato, do jornal O Globo, argumentou que "no CD, os apaixonados desejam ouvir apenas os gritos de guerra e os sambas, sem firulas consideradas modernas". O jornalista também destacou que as introduções estão mal editadas, como no caso da faixa da Grande Rio, onde pode-se ouvir o carnavalesco da escola, Fábio Ricardo, dizer que o enredo "vai contar toda a história de Maricá, essa grande cantora". Nitidamente há um corte mal realizado na fala que faz parecer que o carnavalesco confunde o nome da cidade com o da cantora Maysa (homenageada no enredo). Para Marco Maciel, do site Sambario, "seria muito mais coerente se as explanações viessem nos encartes". Bruno Guedes, da Cult Magazine, classificou o recurso como "excêntrico e desagradável".
- 1. "Retratos de Um Brasil Plural" (Vila Isabel)

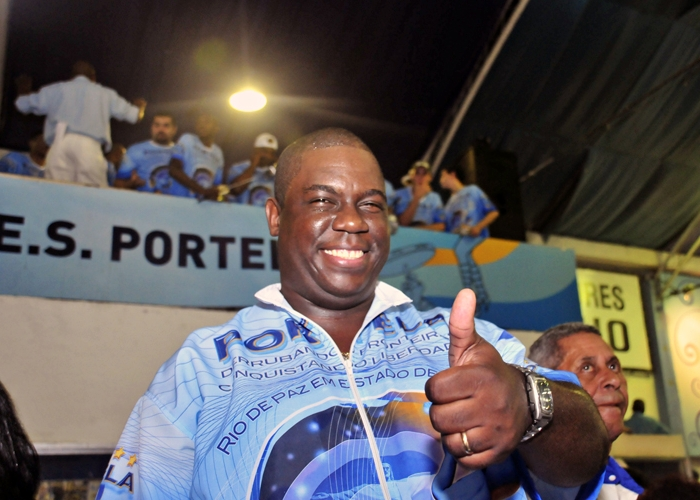
Gilsinho interpreta a primeira faixa do álbum, em sua estreia na Unidos de Vila Isabel.

A faixa de abertura do álbum é da Vila Isabel, campeã do carnaval de 2013. O disco abre com o coro da comunidade cantando um verso do samba ("Unidos, guardiões da vida / De corpo e alma nós somos a Vila"). A seguir, o intérprete Gilsinho dá seu grito de guerra e inicia o samba. A letra da canção inicia fazendo referência à miscigenação brasileira ("Brasil minha terra adorada / Moldada pelo Criador / Mistura de cada semente"), ao transporte de negros escravizados para o Brasil ("Nasceu realmente quando aportou / Mãe África, luz do teu solo no espelho perfeito do mar") e à formação de uma cultura afro-brasileira no país com a contribuição dos negros escravizados ("Cultura se deita em teu colo / Gigante-mestiço se fez despertar"). A seguir é realizado um jogo de palavras com "sertão" ("A brasilidade aflora no sertão / Ser tão exuberante na raiz"). A miscigenação volta a ser lembrada antes do refrão central ("No rosto caboclo, cafuzo ou mulato / Retratos do meu país"). A partir de então, o samba passa a fazer alusão aos biomas e manifestações culturais do Brasil. O refrão central faz referência ao semiárido brasileiro e à importância da chuva para essa região ("Tem no baile o arrasta-pé quando a chuva molha o chão / Mandacaru em flor / Com as lágrimas do céu e o povo em oração / O branco verdejou"). A expressão "lágrimas do céu" é usada para designar a chuva. "O branco verdejou" é o florescer da caatinga (que na língua tupi significa mata branca). A segunda parte do samba apresenta um clamor à preservação da natureza, com citação ao uirapuru, pássaro ameaçado de extinção ("Doce canto do uirapuru / Choram seringueiras, cobiça ameaça / Floresta entrelaça pela salvação / O grito da preservação"). A preservação do cerrado brasileiro é lembrada nos versos seguinte ("Cerrado manto de capim dourado / Que vença a chama dos ancestrais"). Também são lembradas as lendas do barco que teria afundado na Baía de Chacororé no fim do século XIX ("No barco pantaneiro / Divino som dos rituais"); do Negrinho do Pastoreio e da Gralha Azul ("Com o Negrinho do Pastoreio / Protegendo campos e pinheirais").
- 2. "O Astro Iluminado da Comunicação Brasileira" (Beija-Flor)

A faixa da Beija-Flor é a de maior duração do álbum. A letra do samba começa com o beija-flor, símbolo da escola, anunciando o enredo sobre Boni e a comunicação. Há também uma referência aos pássaros-correios ("No ar a mensagem de um beija-flor / Sonhar, o sonho de um sonhador"). A partir de então, a obra volta no tempo para abordar as origens da história da comunicação ("E viajar no tempo"). São feitas referências à comunicação verbal falada ("No som um sentimento"); à Torre de Babel, mito sobre a origem de diversos idiomas no mundo ("Ir mais além, tocar o céu / Erguer a Torre de Babel"); o surgimento da escrita e a invenção do papel e da mídia impressa ("Escrever seu nome num papel"); a comunicação interpessoal, as ondas sonoras do rádio e o sinal da internet ("Eu e você, em sintonia seja onde for / No infinito ao teu sinal eu vou"). O primeiro refrão do samba exalta a própria Beija-Flor e sua comunicação com o público e brinca com símbolos da comunicação como a marca e a mídia ("A deusa do samba na passarela / A marca do carnaval... é ela! / Um lado a comunicar, o outro comunicou / Tá na mídia a Beija-Flor"). Os versos seguintes fazem referência à televisão ("Juntos na mesma frequência / Um show de audiência, vamos reviver / Espelho refletindo cada um de nós"). O segundo refrão do samba faz alusão ao fato da escola encerrar o seu desfile de 2014 com o dia clareando, algo comum na história da agremiação ("Clareou... e a gente vai se ver de novo / Clareou... de azul e branco nos braços do povo"). O terceiro refrão do samba exalta o homenageado do enredo ("Boni tu és o astro da televisão / Fiz da sua vida minha inspiração") e cita a canção "Um Novo Tempo", tema musical das mensagens de fim de ano da TV Globo, empresa na qual Boni foi diretor por muitos anos ("Vem, a festa é sua, a festa é nossa, de quem quiser / Mostra que babado é esse de samba no pé").
- 3. "Acelera, Tijuca!" (Unidos da Tijuca)

A faixa da Unidos da Tijuca começa com a explanação do carnavalesco Paulo Barros, seguida de uma rápida introdução da bateria da escola, que também reproduz um trecho do Tema da Vitória, música que serviu de trilha para as transmissões televisivas das vitórias de Ayrton Senna. Após essa parte introdutória, que dura cerca de cinquenta segundos, o intérprete Tinga dá seu grito de guerra e inicia o canto. Baseado no enredo proposto, a letra do samba narra uma corrida de carro onde participam animais, personagens, esportistas e outras coisas como internet e eletricidade. No final, a corrida é vencida pela homenageado do enredo, Ayrton Senna. O samba começa descrevendo os preparativos para a corrida e a largada ("Vai começar / Libere a pista para a emoção / Foi dada a partida, prepare o seu coração / Tijuca, a hora chegou / Quem será o vencedor?"). A seguir, a letra começa a inserir os competidores, como os animais; e faz alusão ao Horse Power, unidade de medida inspirada na força dos cavalos de tração ("Dos animais, agilidade / A inspirar velocidade"). No verso seguinte, internet e energia são personificadas como se estivessem disputando a corrida ("Impressionante a ousadia / A internet ultrapassou a energia"). O refrão central brinca com a bateria da escola, intitulada Pura Cadência, e cita os desenhos animados Corrida Maluca e Dick Vigarista ("E lá vão eles na pura cadência do samba / Numa corrida maluca repleta de bambas / Tentando trapacear, deu mole, rodou na pista / Ficou pra trás o vigarista"). A segunda parte do samba inicia fazendo referência aos atletas e ao avião supersônico capaz de quebrar a barreira do som ("Rompendo barreiras, superam limites / Atletas buscando o primeiro lugar"). A seguir, são lembrados os colecionadores de carros antigos ("Quando de repente pisando no breque / Vi no calhambeque alguém acenar"). No final da fictícia corrida, desponta Ayrton Senna liderando ("Na última volta do meu carnaval / Desponta o gênio, talento imortal / Trazendo nas mãos a bandeira do nosso país"). Ayrton vence a competição e toca o "Tema da Vitória" ("Na reta, a consagração / O tema a emocionar / Lá vem o campeão voando baixo pra vitória alcançar"). A faixa é finalizada com o "Tema da Vitória" e o som de um motor roncando.
- 4. "Arthur X - O Reino do Galinho de Ouro na Corte da Imperatriz" (Imperatriz Leopoldinense)

A quarta faixa é da Imperatriz. Após a explanação do carnavalesco Cahê Rodrigues, o cantor Elymar Santos, um dos autores da obra, interpreta um trecho da obra acompanhado apenas de cavaquinho e pandeiro. A seguir, a bateria da Imperatriz faz uma rápida introdução e o intérprete Wander Pires dá o seu grito de guerra, iniciando o samba. Seguindo a proposta do enredo, a história do jogador Zico é contada em forma de saga medieval, com reinos, batalhas e conquistas. A letra do samba inicia celebrando a homenagem ao jogador ("O dia chegou! / Em meus olhos, a felicidade / Te fiz poesia, pra matar a saudade...."). A seguir, a narração posiciona o samba num reino encantado ("Imperatriz vai me levar a um reino encantado / Um menino a sonhar..."). A vida de Zico começa a ser contada nos versos seguintes ("Cresceu driblando o destino / Venceu as barreiras da vida..."). Logo depois, o samba faz alusão às passagens de Zico pelo Flamengo, incluindo um trecho do hino do clube ("Fardado nas cores da nação / Armado de raça e paixão / Nos pés, o poder! Vencer, vencer, vencer!"). O refrão central da obra faz referência ao recorde de gols de Zico no Maracanã, o que lhe confere o título de maior artilheiro da história do estádio ("Oô, o povo cantava... / Domingo, um show no gramado. / Com seus cavaleiros, Arthur se tornava o rei do templo sagrado"). A segunda parte do samba começa fazendo referência às passagens de Zico pelos times da Europa e do Japão ("Caminhando mundo afora... / O seu passaporte, a bola / Da Europa ao oriente / Grande Deus do sol nascente / Outros reinos conquistou"). A canção também faz alusão ao aniversário do jogador, comemorado no dia do desfile da escola ("Hoje, mais do que nunca é o seu dia / Vamos brindar com alegria"). No final do samba, é anunciada a coroação de Zico nas cores da escola ("Com toda humildade, vem ser coroado / Vestir o meu manto verde, branco e dourado"). O refrão principal do samba utiliza um trecho muito comum em cantos de torcidas de futebol ("Dá-lhe, dá-lhe, dá-lhe ô / O show começou! / Dá-lhe, dá-lhe, dá-lhe ô / Um canto de amor!") e faz referência à música "Fio Maravilha", de Jorge Ben Jor ("Imperatriz me faz reviver... / Zico faz mais um pra gente ver!"). A faixa termina com o coro da comunidade gritando o nome de Zico.
- 5. "Gaia - A Vida em Nossas Mãos" (Salgueiro)

A faixa do Salgueiro é interpretada por Quinho, Serginho do Porto, Leonardo Bessa e Xande de Pilares. Na primeira passada, cada intérprete canta um trecho da obra. Na segunda, os quatro cantam juntos. A letra do samba começa apresentando o enredo sobre o mito da criação do Universo e seus mistérios ("Salgueiro, na sutileza dos teus versos / Todo o encanto do universo e a divina criação / Mistérios da imensidão") e cita o mito de Gaia, que na mitologia grega é a Mãe-Terra ("Gaia...Terra viva...a riqueza / Gira o mundo meu cenário / Relicário de beleza"). O trecho a seguir faz referência à versão iorubá do mito grego da criação do Universo, onde Olorum ordena à Oxalá a criação do mundo ("Templo sagrado de Olorum / Salve a grandeza de Oxalá"). Da mitologia iorubá também se extrai a inspiração para a proteção do meio ambiente. Cada orixá representa um aspecto da natureza como, por exemplo: Xangô, que é ligado ao fogo; Iansã ao vento; Iemanjá e Oxum às águas ("Guardiões da natureza / É a magia dos Orixás"). O único refrão da obra é um chamamento aos orixás ("Oxum, Iemanjá, Iansã, Oxóssi caçador / Ossain, Ogum, caô meu pai Xangô"). A segunda parte do samba começa citando os elementos da natureza: a água ("Nas águas a felicidade… vermelho e branco é axé / Pra dar um banho de amor na humanidade / Purificando o coração de quem tem fé"); o fogo ("Na chama da esperança / O fogo pode transformar"); e o ar ("Clareia pra ver nascer um novo dia / Bendito ar que se respira… e o vento a soprar"). Os versos seguintes fazem alusão à busca pela sustentabilidade ambiental e à preservação do meio ambiente ("E no avanço dessa tecnologia / Ecoa a voz da Academia / É uma questão de querer aprender a cuidar e saber preservar"). O samba finaliza com um falso refrão com os dois últimos versos com letras diferentes e melodia igual ("Meu samba vai tocar seu coração / É um alerta ao mundo inteiro / A vida em nossas mãos / Buscando a solução… canta, meu Salgueiro / O bem que a gente planta / Floresce nesse chão… canta, Salgueiro").
- 6. "Verdes Olhos de Maysa Sobre o Mar, no Caminho: Maricá" (Grande Rio)

A faixa da Grande Rio tem como tema Maricá e uma de suas ilustres moradoras, a cantora Maysa, morta em 1977. Após a explanação do carnavalesco Fábio Ricardo, o intérprete Emerson Dias abre a faixa parabenizando a cidade de Maricá pelos seus duzentos anos. A letra do samba começa descrevendo imagens como as ondas quebrando na praia e a cantora Maysa compondo com ajuda de um piano ("O mar quando quebra na areia / Desliza na beira da praia / Ao som do piano, poesia no papel / Maysa compondo, estrela no céu"). Os versos seguintes fazem referência à ocupação territorial por indígenas da região onde futuramente seria fundada a cidade ("Vem ver que foi o índio quem admirou / A imensidão da beleza local / Primeiro habitante, inocente brincou / Nas ondas brancas do seu litoral"). O refrão central da obra faz alusão à Nossa Senhora do Amparo, padroeira da cidade, e à "pesca milagrosa" realizada pelo padre José de Anchieta na Lagoa de Maricá, antecipando aos índios onde se encontravam os peixes para serem pescados ("Joga rede pescador, quero ver multiplicar / Joga rede pescador, o milagre vem de lá / Do Amparo à devoção, minha fé se revigora / Na proteção de Nossa Senhora"). A segunda parte do samba faz alusão à visita do naturalista Charles Darwin à cidade, de onde coletou informações sobre a fauna e a flora local, que mais tarde foram utilizadas para a formulação da Teoria da Evolução e o princípio da seleção natural ("Do naturalista, surge um novo olhar / A claridade, a noite, a visão / Da fauna e flora...a evolução"). A seguir, o samba trata da construção da linha ferroviária da cidade, que propiciou o fluxo comercial com outras localidades ("Nos trilhos do progresso um novo ideal"). O final do samba faz referências às praias da cidade ("O sol que bronzeia a morena revela em seus olhos o brilho do mar") e à música "O Barquinho", sucesso na voz de Maysa ("Deixei o vento me levar / No meu barquinho pelo mundo a navegar").
- 7. "Um Rio de Mar a Mar: Do Valongo à Glória de São Sebastião" (Portela)

Os compositores da Portela repetiram características dos sambas de 2012 e 2013, como a utilização de três refrãos. A letra do samba portelense começa mencionando o Cais do Valongo, local de desembarque e comércio de africanos escravizados, e as tradições culturais que os escravos levaram ao Brasil ("O canto do cais do Valongo ôôôôôô / Que veio de Angola, Benin e do Congo / Tem semba, capoeira e oração"). A melodia do primeiro refrão se aproxima do ritmo do maxixe. A letra faz referência à reforma urbanística do então prefeito do Rio de Janeiro, Francisco Pereira Passos, que ficou conhecido como "bota-abaixo" por demolir milhares de prédios residenciais ("Oi Bota abaixo, Sinhô / Oi Bota abaixo, Sinhá / Lá vem o Rio de terno de linho e chapéu panamá"). Nesse verso, o Rio de Janeiro é personificado como alguém bem vestido, fazendo alusão ao projeto de Pereira Passos de embelezamento da cidade, baseado no projeto urbanístico realizado por Barão Haussmann em Paris. Um dos principais feitos da reforma de Pereira Passos foi a construção da Avenida Central, mais tarde rebatizada para Avenida Rio Branco, onde foram construídos diversos hotéis, clubes, teatros, e sedes de jornais e rádios ("A correnteza de um Rio Branco é que traz / A arte do canto e da dança / Todos os sons musicais / O teatro da vida não sai de cartaz"). A região da Cinelândia, no entorno da Praça Floriano, que antigamente concentrava diversas salas de cinema e teatro, é lembrada no verso seguinte ("A ilusão é uma atriz / Se exibindo na praça linda e feliz"). Ao longo da história a Cinelândia e a Avenida Rio Branco foram palco de diversas manifestações populares, como a Revolta da Chibata e a Passeata dos Cem Mil ("Eu vou / Da revolta da chibata ao sonho que faz passeata / Seguindo a canção triunfal"). O segundo refrão do samba expõe que as transformações da cidade moldam a vivência do carioca e lembra o carnaval, que também ocorre na região tema do enredo ("Nesse Rio que vem e que vai / Traço o meu destino / E viro menino pra brincar de carnaval"). O samba também faz alusão às obras de revitalização da região portuária iniciadas na gestão do prefeito Eduardo Paes ("Meu peito é um porto aberto / Pra te receber, meu bem"). O terceiro refrão da obra brinca com o título do enredo ("Vou de mar a mar, mareia / Vou de mar a mar, mareia, mareou") e exalta São Sebastião, padroeiro do Rio e da Portela, evocando o sincretismo com o orixá Oxóssi ("Iluminai o tambor do meu terreiro / Óh! Santo Padroeiro / O axé da Portela chegou").
- 8. "A Festança Brasileira Cai no Samba da Mangueira" (Mangueira)

A faixa da Mangueira trata das festas populares brasileiras. Os versos iniciais do samba fazem referência à comunidade mangueirense e à música "Exaltação à Mangueira", de Enéas Brites e Aloísio da Costa ("Vem ouvir a voz do povo a cantar / Ao longe todo mundo me conhece / O meu samba é uma prece / Desço o morro pra mostrar"). A seguir, a obra apresenta o enredo, que começa com a chegada dos portugueses ao Brasil ("Conta a história que Cabral / Chegou de Portugal e o índio então dançou"). Nos versos seguintes são citadas diversas manifestações culturais como a congada, a Lavagem do Bonfim e o culto à Iemanjá ("De norte a sul a alegria se espalhava / Vila Rica se enfeitava, pro congado coroar / Ôôô...lá em São Salvador / Vou lavar a escadaria na fé do Nosso Senhor / Faço um pedido à rainha Iemanjá / Ilumine a passarela pra minha escola passar"). O refrão central do samba aborda as festas juninas ("Pegue seu par, dance quadrilha / Simbora pro meu sertão / Vem pular fogueira viva São João / Com sanfona e zabumba / Tem forró a noite inteira / No arraiá da Estação Primeira"). Nesse trecho são utilizados triângulo e acordeão. A segunda parte do samba inicia reafirmando a vocação do brasileiro para realizar festas de rua ("Sou brasileiro, vou festejar / Meu palco é a rua e a luz o luar"). O Festival Folclórico de Parintins é lembrado com uma brincadeira com os nomes dos bois Garantido e Caprichoso ("No coração da floresta, magia que encanta / Garanto que vai caprichar"). A seguir, a obra faz referência à Parada do orgulho LGBT de São Paulo ("Chegando à terra da garoa um arco-íris despontou / Orgulho, respeito, igualdade / Tremula a bandeira da diversidade"); às festas de ano novo, geralmente comemoradas com a explosão de fogos de artifício ("Um novo tempo nascerá, explode em cores pelo ar"); e ao carnaval ("É carnaval estou aqui de novo lá vem meu povo a desfilar / Na supercampeã da maior festa da cultura popular"). O refrão do samba também faz alusão ao carnaval e à Mangueira. O verso inicial do refrão ("Oba, oba, eu quero ver quem vai") recebeu algumas críticas durante a disputa de samba. Até o dia da gravação do samba, os compositores ainda cogitavam alterar o verso, mas decidiram mantê-lo.
- 9. "É Brinquedo, É Brincadeira, a Ilha Vai Levantar Poeira" (União da Ilha)

A faixa da União da Ilha é interpretada por Ito Melodia e tem como tema as brincadeiras infantis. Os compositores optaram por não citar nominalmente os brinquedos, preferindo utilizar a poesia para despertar a memória afetiva do ouvinte. A letra do samba começa fazendo referência às memórias de infância ("Nesse baú da memória, são tantas histórias... É só escolher / Desperta, encanta sua alma de infância"). A seguir, a obra lembra as vitrines das lojas de brinquedos que encantam as crianças ("Na vitrine vejo o meu olhar no seu olhar"). Os versos seguintes fazem alusão aos jogos de competição e aos bonecos(as) de super-heróis/heroínas ("Perder ou ganhar, ganhar ou perder / Se conectar, jogar e aprender / Um super-herói pode ser você"). O refrão central do samba faz referência aos personagens da literatura que inspiraram jogos ou viraram brinquedos ("Vem no reino da ilusão / Me dê a sua mão / E pegue na estante um livro fascinante / Personagens da imaginação". A segunda parte do samba inicia lembrando os brinquedos populares como pipa e ioiô; e os confeccionados em material artesanal como os brinquedos de barro ("Brinque com o que a vida lhe dá / O barro vira ouro no chão / Vem reciclar a saudade de ioiô nas mãos de iaiá / Nas travessuras ao léu por esse imenso país / Vai colorindo o céu em um bailado feliz"). Os versos seguinte faz alusão aos direitos da criança ("Tá na hora, vamos embora / Amar é dar proteção ao maior tesouro da nação"). O refrão principal do samba faz referência ao enredo e brinca com a letra da cantiga "Ciranda, Cirandinha" ("Hoje a Ilha vem brincar... Amor / Vem sorrindo cirandar que eu vou / Dar meia volta, volta e meia no seu coração / Ser criança não é brinquedo não").
- 10. "Favela" (São Clemente)

A faixa da São Clemente é interpretada por Igor Sorriso e tem como tema as favelas brasileiras. A letra do samba está em primeira pessoa e ao longo da obra nota-se que o narrador é um morador da favela. O samba começa com o narrador se apresentando e lembra que as favelas tiveram origem com as populações de ex-escravos, migrantes e imigrantes ("Em busca da felicidade trago a esperança no olhar / Sou bisneto de imigrantes / À miscigenação eu vou brindar"). Os assentamentos eram construídos pelos próprios moradores ("Sem régua, sem esquadro / Arquiteto da ilusão / Com muita luta construí o nosso chão"). Os versos seguintes exaltam as favelas e seus morados, em especial os ex-escravos "pobres", mas "livres" ("Pobre...Mas rico de emoção / Livre...Mas preso na paixão / Favela...Te emoldurei em aquarela / Linda nesta passarela"). A seguir, o samba apresenta o primeiro de seus três refrãos ("A força da fé...Sou eu / Se o bem vence o mal... Valeu / O amanhã, vou conquistar / É preciso acreditar"). A segunda parte do samba começa fazendo alusão à desigualdade social ("Gangorra da vida / De que lado está?"); à fome ("A fome de amor faz meu sonho sonhar"); e ao trabalho ("Na minha lida desço o morro pra vencer"). Os versos seguinte fazem alusão à justiça social ("Quero justiça pra poder viver / Devemos dar as mãos e juntos caminhar") e novamente exaltam a favela ("Minha favela coisa mais bela não há"). A seguir, o samba apresenta outros dois refrãos seguidos. O segundo refrão faz referência ao samba e aos sambistas das favelas ("É nas vielas que nasce o mais puro samba / Se tem batucada nos guetos tem bamba"). O terceiro refrão começa fazendo alusão aos funks "Rap da Felicidade" e "Rap do Silva" e termina saudando a São Clemente ("Eu quero mais é ser feliz / A minha estrela vai brilhar / Oh! São Clemente, eternamente vou te amar").
- 11. "Pernambucópolis" (Mocidade Independente)

A faixa da Mocidade tem como tema Pernambuco e o carnavalesco Fernando Pinto. O título "Pernambucópolis" faz referência ao enredo da Mocidade de 1987, "Tupinicópolis", de autoria de Fernando. O samba é interpretado por Dudu Nobre e Bruno Ribas. Na primeira passada, cada intérprete canta um trecho da obra. Na segunda, os dois cantam juntos. Após a explanação do carnavalesco Paulo Menezes, Dudu Nobre canta um trecho do samba acompanhado do acordeão. A bateria da escola faz uma rápida introdução antes de Bruno Ribas dar seu grito de guerra e iniciar a obra. O acordeão é utilizado durante toda a faixa dando à canção um tom "forrozeado". A letra do samba está em primeira pessoa, como se fosse narrado por Fernando Pinto. O samba começa com Fernando descendo do espaço sideral, numa referência ao desfile que o carnavalesco fez na Mocidade em 1985 ("Eita, saudade danada / Vim das estrelas com meu ziriguidum"). O verso seguinte ("Parece que estou sonhando") foi retirado do samba-enredo da Mocidade 1987, quando Fernando era carnavalesco da escola. Fernando chega à Pernambuco, sua terra natal ("Meus olhos reencontrando / Minha gente, meu lugar"). A seguir, a letra do samba faz referência à vários símbolos pernambucanos como Mestre Vitalino, Luiz Gonzaga, a ciranda e o São João de Caruaru ("É Vitalino ao som do baião / Tem batucada no meu São João / Vixe Maria, me dê proteção / Rodei ciranda com os pés na areia / Toquei viola sob a lua cheia"). O refrão central do samba faz referência aos ritmos musicais de Pernambuco como forró, zabumba e sanfona ("Chegue, venha cá forrozear / Zabumbei meu coração / Puxa o fole, sanfoneiro / Arretado é meu sertão"). A segunda parte do samba começa citando uma das alcunhas de Pernambuco, "Leão do Norte" ("Ah, meu Pernambuco... / Sou mameluco, do Norte sou Leão"). Nos versos seguinte, a canção volta a fazer alusão à símbolos culturais de Pernambuco como a literatura de cordel ("Um peregrino, personagem de cordel"); o frevo ("Eu danço frevo até o dia clarear"); o folclore pernambucano ("No colorido do folclore vem brincar"); e o Galo da Madrugada ("Abre a sombrinha que o Galo madrugou"). O samba termina com Fernando retornando ao espaço sideral e faz referência ao samba-enredo de 1985 da Mocidade, "Ziriguidum 2001, Um Carnaval Nas Estrelas" ("Vejam quanta alegria vou levar / Viver um sonho no espaço sideral / Da pioneira, ergo a bandeira / Pernambucópolis, meu carnaval!"). O refrão principal do samba faz alusão ao samba de quadra "Cartão de Identidade" ("Louco de paixão, sempre vou te amar / Luz da emoção no meu cantar / Independente na identidade / Com muito orgulho, eu sou Mocidade!").
- 12. "Batuk" (Império da Tijuca)

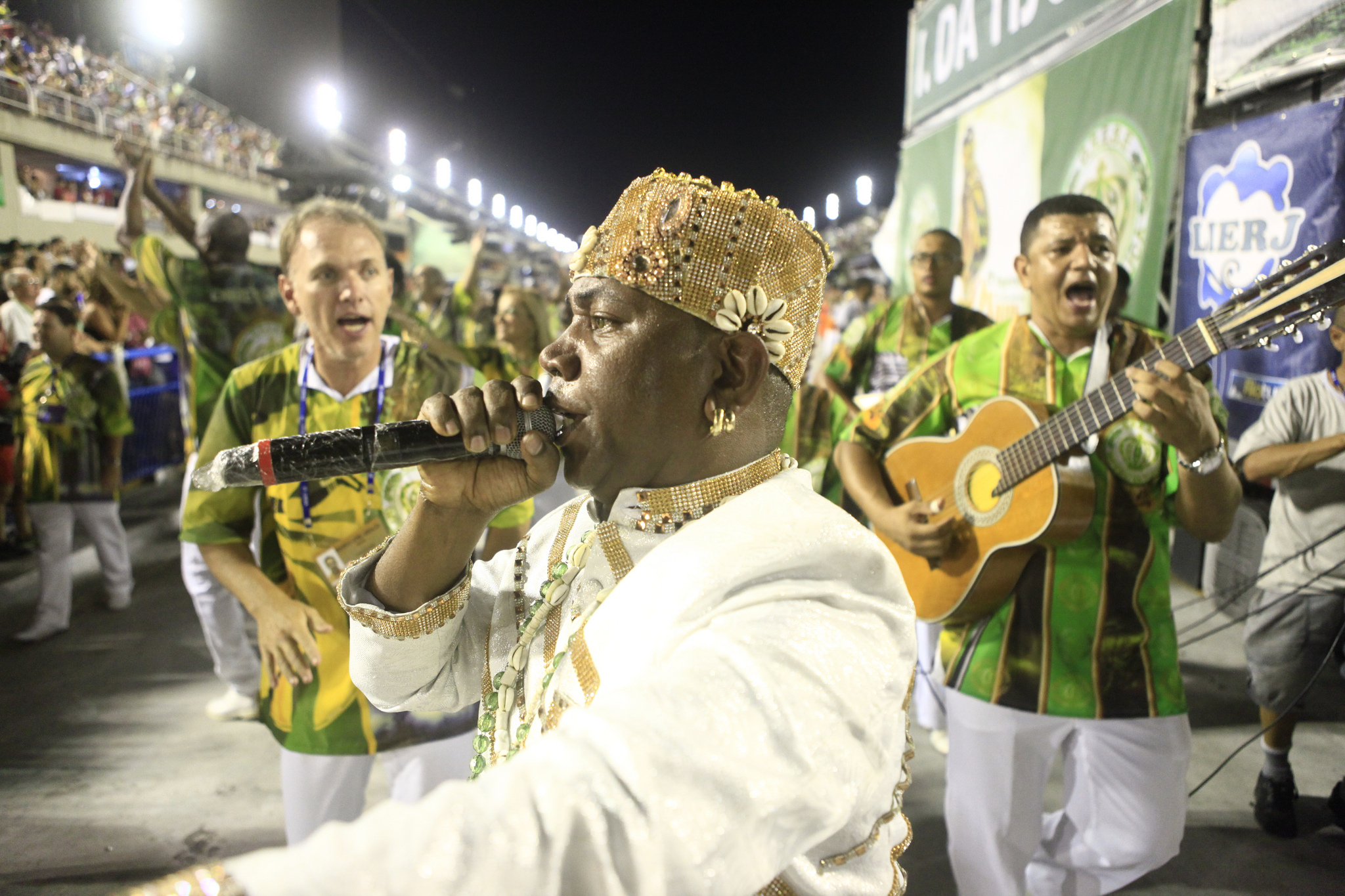
Intérprete do Império da Tijuca, Pixulé (ao centro) grava um álbum do Grupo Especial pela primeira vez.

A última faixa do álbum é do Império da Tijuca e tem como tema o batuque. Foi a primeira gravação do intérprete Pixulé num álbum de sambas do Grupo Especial. Após o áudio do carnavalesco Júnior Pernambucano explicando o enredo, o coro da comunidade abre a faixa repetindo o verso "Vai tremer, o chão vai tremer". O intérprete Pixulé dá seu grito de guerra e inicia a obra. A letra do samba começa descrevendo a sensação corporal reagente ao toque do tambor e também faz uma analogia entre o batuque e a batida do coração ("Bateu mais forte o coração / Tocou, senti a vibração"). Em seguida é lembrada a origem africana do batuque ("Na África, ressoou a batucada que se espalha nesse chão"); as celebrações nas aldeias africanas ("Lua clareia na aldeia, celebração"); e a utilização dos tambores por guerreiros tribais para se comunicarem nos campos de batalha ("É dom de comunicação") e em rituais sagrados ("Em cada cultura entoa rituais / Cura em devoção, magia dos sinais"). Os versos seguintes fazem referência aos festejos africanos, conhecidos como kizombadas, tradição levada pelos escravos ao Brasil, onde foi disseminada no Quilombo dos Palmares ("É festa, é quizomba, no toque pra Zumbi"). O refrão central do samba faz alusão às religiões de matriz africana que fazem uso do batuque ("Na ginga do corpo / Na batida do pé, axé, axé! / Eleva a alma, o canto e a dança / Unindo as raças na fé e na esperança"). A segunda parte do samba faz referência ao uso da percussão em manifestações culturais como a Festa do Divino ("Ecoou... o som divino do folclore popular"); congada, maracatu, Folia de Reis ("Batam palmas o cortejo vai passar"); o frevo ("É o fervo que desce a ladeira"); a capoeira ("O batuque levanta a poeira... Capoeira!"); e a utilização por grupos como Olodum, Timbalada e AfroReggae, o afoxé Filhos de Gandhy, o bloco afro Ilê Aiyê e o jongo ("Batuqueiro arrasta multidões / Nos blocos e cordões / Do jongo aos salões"). Através do Maxixe, a batucada passa a agradar a aristocracia, que até então rejeitava o ritmo ("Conquistou a nobreza, fez sua realeza"). Antes do refrão principal, a letra do samba faz referência ao próprio Império da Tijuca, que se referencia como "o primeiro império do samba", uma vez que a escola foi fundada antes do Império Serrano e de outras agremiações que tenham "império" no nome ("O primeiro Império da corte do samba / Meu Império celeiro de bambas"). O refrão principal da canção cita a bateria da escola, denominada Sinfonia Imperial ("Vai tremer, o chão vai tremer / É nó na madeira, segura que eu quero ver / Coisa de pele Batuk ancestral / Lá vem a sinfonia imperial").

## Crítica profissional
| Críticas profissionais | Críticas profissionais |
| Avaliações da crítica  | Avaliações da crítica  |
| Fonte                  | Avaliação              |
| ---------------------- | ---------------------- |
| O Globo                | Regular                |
| Extra                  | Favorável              |
| Portal Terra           | Favorável              |
| Cult Magazine          | Bom                    |
| Sambario               | Favorável              |

Leonardo Lichote, do jornal O Globo, avaliou o álbum como regular. Segundo o jornalista, a obra da Portela é o destaque da safra. A Vila Isabel "se sai bem ao investir na diversidade do Brasil". Também foram elogiados os arranjos nos sambas da Portela (com inserção de jongo), da Mangueira (utilizando acordeão), e da Mocidade (também com acordeão e "uma bela inserção de maracatu"). "No lado bom da balança", foram apontados os sambas do Salgueiro ("africaniza a mitologia grega numa bonita simbiose de tema e arranjo"), da União da Ilha e da Imperatriz. No samba da Beija-Flor, o homenageado, Boni, "é só citado no fim do samba sobre comunicação". Ainda para Lichote, o samba da São Clemente é "coalhado de clichês" e a "simplicidade do enredo tem melhor resultado" na obra do Império da Tijuca. Os sambas da Unidos da Tijuca e da Grande Rio foram destacados como os mais fracos do álbum.
Para Leonardo Bruno, do jornal Extra, o álbum tem seis bons sambas. As obras de Mangueira e Império da Tijuca foram apontadas como as melhores faixas do disco ("sambas valentes, guerreiros, com melodias empolgantes, que devem proporcionar uma interação forte entre as escolas e a plateia"). Também foram elogiados os sambas da Portela ("mais uma vez foge dos padrões") e do Salgueiro ("traz um trecho forte, de apelo ao amor do torcedor e um refrão com a citação de orixás, praticamente uma especialidade da vermelho e branco"). Para o jornalista, o enredo da Mocidade "rendeu um dos melhores sambas da escola neste século" e a Imperatriz "traz uma composição diferente para seus padrões: bem popular". Os sambas da Vila, União da Ilha e Grande Rio foram apontados como medianos ("ficaram em segundo plano no disco"); enquanto Unidos da Tijuca, São Clemente e Beija-Flor "não trouxeram gravações tão felizes".
Para Marcus Vinicius Pinto, do Portal Terra, a safra de sambas melhorou em comparação ao ano anterior. Segundo Marcus, o samba da Vila Isabel tem "uma letra bem centrada no que pede o enredo, sem ousadia"; a obra da Beija-Flor "não está à altura da escola"; a canção da Unidos da Tijuca "é interessante, embora algumas rimas sejam pobres e forçadas"; o samba da Imperatriz "é animado, embora a voz de Wander Pires lhe dê um tom um pouquinho mais lento do que o que seria ideal"; o samba da Grande Rio "é dos piores deste ano, embora Emerson Dias faça um bom trabalho na gravação"; a Portela "repete a fórmula do samba enredo pelo terceiro ano seguido"; a canção da São Clemente tem "uma letra que fala das dificuldades de se morar na favela e que pode render boas imagens na Sapucaí"; o samba da Mocidade "é recheado de elementos conhecidos da cultura pernambucana"; e o samba do Império da Tijuca "é bom, mas pode ser insuficiente para animar uma Sapucaí em pleno domingo de carnaval". Também foram elogiadas as obras da Mangueira ("Um bom samba"); União da Ilha ("A letra é leve, fácil e pode ser uma das boas coisas da avenida"); e do Salgueiro ("Tudo muito bonito em um samba de difícil aprendizado").
Bruno Guedes, da Cult Magazine, elogiou o álbum, destacando os sambas de Vila Isabel ("letra perfeita e melodia que tem tudo para crescer"), Salgueiro ("muito forte, principalmente nos refrões"), Portela ("repete a fórmula, fugindo dos pasteurizados estilos de composição"), Mangueira ("samba ao seu estilo: arrasta-quarteirão, refrões fortes e melodias envolventes"), União da Ilha ("A faixa é uma das mais bem produzidas"), Mocidade ("Valente e com estilo que lembra os sambas de sucesso da agremiação"), e Império da Tijuca ("forte nos refrões e uma das interpretações mais fantásticas do disco, com Pixulé sendo perfeito no que se espera de um cantor de sambas de enredo"). Para Bruno, a Beija-Flor "apresenta uma obra que é de agrado da comunidade, mas longe dos grandes trabalhos da tradicional agremiação"; Unidos da Tijuca e Imperatriz apresentam sambas "funcionais", "onde refrões fortes e letras casadas com o enredo fazem da obra uma garantia de sucesso para o desfile"; a Grande Rio "tem um samba que serve à escola e ao tema de forma adequada"; e a São Clemente tem "um samba que cresce a cada audição", com destaque para o intérprete Igor Sorriso, que "dá força e muita qualidade ao momento da agremiação no disco".
Marco Maciel, do site especializado Sambario, criticou as explanações dos carnavalescos sobre os enredos no começo das faixas. Sobre a safra de sambas, foram destacadas as obras de Salgueiro, Portela e Mocidade. Também foi elogiada a interpretação de Luizito, da Mangueira ("uma atuação irrepreensível e aguerrida"). Sobre a gravação, foi apontada "uma força maior dada aos corais" em comparação aos álbuns anteriores. O samba do Salgueiro recebeu nota 9,7: "Uma obra poderosa que te conquista rapidamente". A canção da Portela também recebeu 9,7: "É uma obra impulsionada por seus três refrões, o principal de uma felicidade ímpar". A Mocidade também teve 9,7: "A excelente melodia em muitos trechos se remete a canções nordestinas". O samba do Império da Tijuca recebeu nota 9,5: "O samba esbanja valentia, em especial no refrão do meio e na segunda parte". A obra da Vila Isabel recebeu nota 9,4: "refrões fortíssimos, que mexem com os brios do torcedor da Vila". O samba da Imperatriz também ganhou 9,4: "um hino competente que esbanja valentia, com um refrão principal arrasa-quarteirão, baseado nos cânticos das torcidas". A Mangueira também teve nota 9,4: "Mais uma obra que tem a cara da escola, valente, de pegada, com refrões fortes e letra objetiva que deixa o enredo bem claro". O samba da Grande Rio recebeu nota 9,2: "tem refrões fortes e vários momentos dolentes, disfarçados pelo andamento acelerado da bateria Invocada". A obra da União da Ilha também ganhou 9,2: "É um samba competente, que Ito Melodia fez crescer bastante no álbum". A São Clemente também teve nota 9,2: "Talvez seja o samba de melhor letra do Grupo Especial, de poesia inspirada em muitos momentos". A canção da Beija-Flor recebeu nota 8,8: "Melodicamente, é uma obra muito qualificada. A respeito da letra, alguns trechos são de gosto bem duvidoso". O samba mais mal avaliado foi o da Unidos da Tijuca: "samba divertido, porém o mais fraco do ano no Grupo Especial".

## Desempenho comercial

### Certificações e vendas
CD
Sambas de Enredo 2014 foi o décimo quarto álbum mais vendido no ano de 2013 no Brasil segundo a Associação Brasileira dos Produtores de Discos (ABPD).
| País                                                 | Empresa | Certificação | Vendas    |
| ---------------------------------------------------- | ------- | ------------ | --------- |
| Brasil                                               | ABPD    | Ouro         | +40.000 * |
| Brasil                                               | ABPD    | Platina      | +80.000 * |
| * números de vendas baseados somente na certificação |         |              |           |

DVD
| País                                                 | Empresa | Certificação | Vendas    |
| ---------------------------------------------------- | ------- | ------------ | --------- |
| Brasil                                               | ABPD    | Ouro         | +25.000 * |
| * números de vendas baseados somente na certificação |         |              |           |

### Tabela semanal
O álbum ficou onze semanas consecutivas (entre 25 de janeiro e 5 de abril de 2014) na primeira posição da tabela da Billboard de álbuns mais vendidos do Brasil.
| Tabela musical            | Melhor posição | Ref.                               |
| ------------------------- | -------------- | ---------------------------------- |
| Brazil Albums (Billboard) | 1              | [ 95 ] [ 96 ] [ 97 ] [ 98 ] [ 99 ] |

## Os sambas no carnaval

### Premiações
O samba da Portela foi o mais premiado do carnaval de 2014. Abaixo, as premiações recebidas por cada samba:
| - "Um Rio de Mar a Mar: Do Valongo à Glória de São Sebastião" (Portela) 1. Estrela do Carnaval 2. Prêmio Veja Rio Carnaval 3. Troféu Apoteose 4. Tupi Carnaval Total - "Gaia - A Vida em Nossas Mãos" (Salgueiro) 1. Estandarte de Ouro 2. Gato de Prata 3. Tamborim de Ouro | - "Pernambucópolis" (Mocidade) 1. Prêmio SRzd 2. S@mba-Net - "Batuk" (Império da Tijuca) 1. Plumas & Paetês Cultural |

## Créditos
| Ao processo de elaboração do álbum se atribui os seguintes créditos: - Produtor fonográfico: Editora Musical Escola de Samba LTDA. (Edimusa) - Direção artística: Zacarias Siqueira de Oliveira - Produção: Laíla e Mário Jorge Bruno - Assessoria de produção: Gleide Mota Trancoso - Coordenação do projeto: Denise Romano - Unidade móvel: Spectacle - Responsável técnico: Dominique Chalhoub - Monitoração: MZ Áudio - Técnico de monitor: Marcelo Bezerra e Rafael Pereira - Gravado ao vivo por: William Luna Jr. - Assistentes técnicos de gravação na Cidade do Samba: José Sartori (Magro) e Henri Adnot - Efeitos no estúdio: José Sartori (Magro) - Gravações adicionais no estúdio: Mário Jorge Bruno, William Luna Jr. e Douglas de Souza (Garrafinha) - Assistentes técnicos de gravação no estúdio: Arthur Luna e Thiago Kropf - Mixado por: Mário Jorge Bruno - Assistentes de mixagem: Douglas de Souza (Garrafinha), Leonardo Carvalho, Mauro Araújo e Thiago Kropf - Edição digital: Daniel Alcoforado - Masterizado por: Vanius Marques - Coordenação de estúdio: Eusa Alves | - Revisão: Luiz Augusto (Revertexo) - Projeto gráfico: Lêka Coutinho, Alberto Vilar e Diego Santos (LA Studio) - Arte da capa: Fabio Oliveira - Foto da capa: Diego Mendes - Foto da contracapa: Henrique Matos - Arregimentação das escolas de samba: Zacarias Siqueira de Oliveira - Arregimentação, harmonia e percussão: Genilson Barbosa - Arranjo / regência: Alceu Maia (faixas 3, 5, 6, 7, 8, 12) e Jorge Cardoso (faixas 1, 2, 4, 9, 10, 11) - Mestres de bateria: Wallan Amaral (Vila Isabel); Plínio e Rodney (Beija-Flor); Casagrande (Unidos da Tijuca); Noca (Imperatriz); Marcão (Salgueiro); Ciça (Grande Rio); Nilo Sérgio (Portela); Aílton Nunes (Mangueira); Thiago Diogo (União da Ilha); Caliquinho e Gil (São Clemente); Bereco e Dudu (Mocidade Independente); Mestre Capoeira (Império da Tijuca) - Coro da comunidade: Todas as escolas Base - Cavaquinho: Rafael Prates e Alceu Maia - Violão de sete cordas: Rafael Prates e Carlinhos 7 Cordas - Complementos de harmonia: Marcelo Nami (cavacolão, violão de 12 cordas, cavaquinho de 8 cordas, violão, violão de aço, e viola); Julinho Teixeira e Nizo (acordeão); Júlio César Assis (Banjo); Nélio Junior (teclado); Armando Marçal (conga e clave); Mestre Casagrande (pandeiro); Marcos Esguleba (cuíca e tantã); Binho Percussão (complementos de percussão) |